# Biserica fortificată din Măieruș

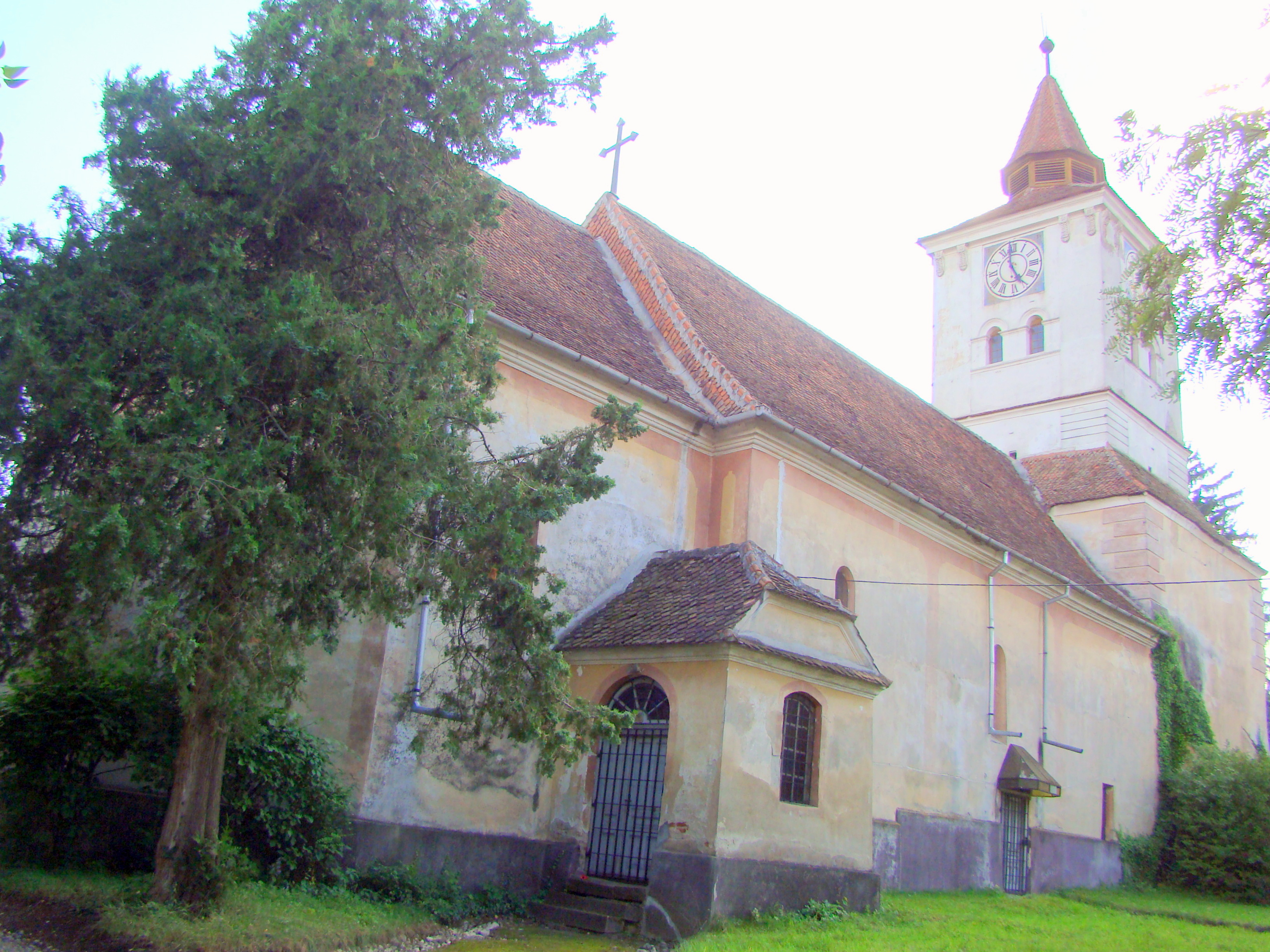
Biserica fortificată din Măieruș, foto: august 2019.

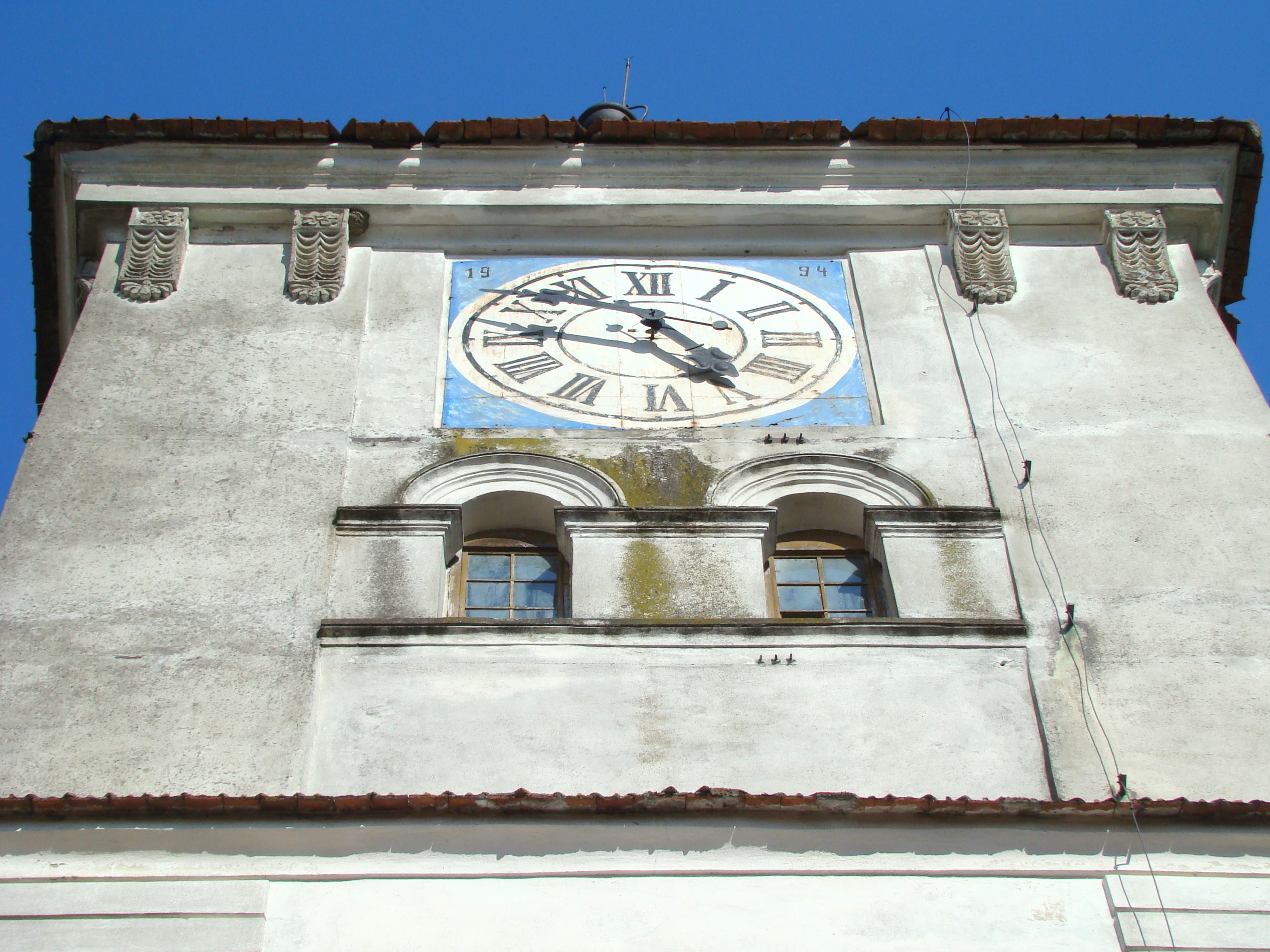
Ceasul din turn,
instalat în 1929, a înlocuit unul mai vechi, probabil din secolul al XVIII-lea, cu mecanism de lemn.

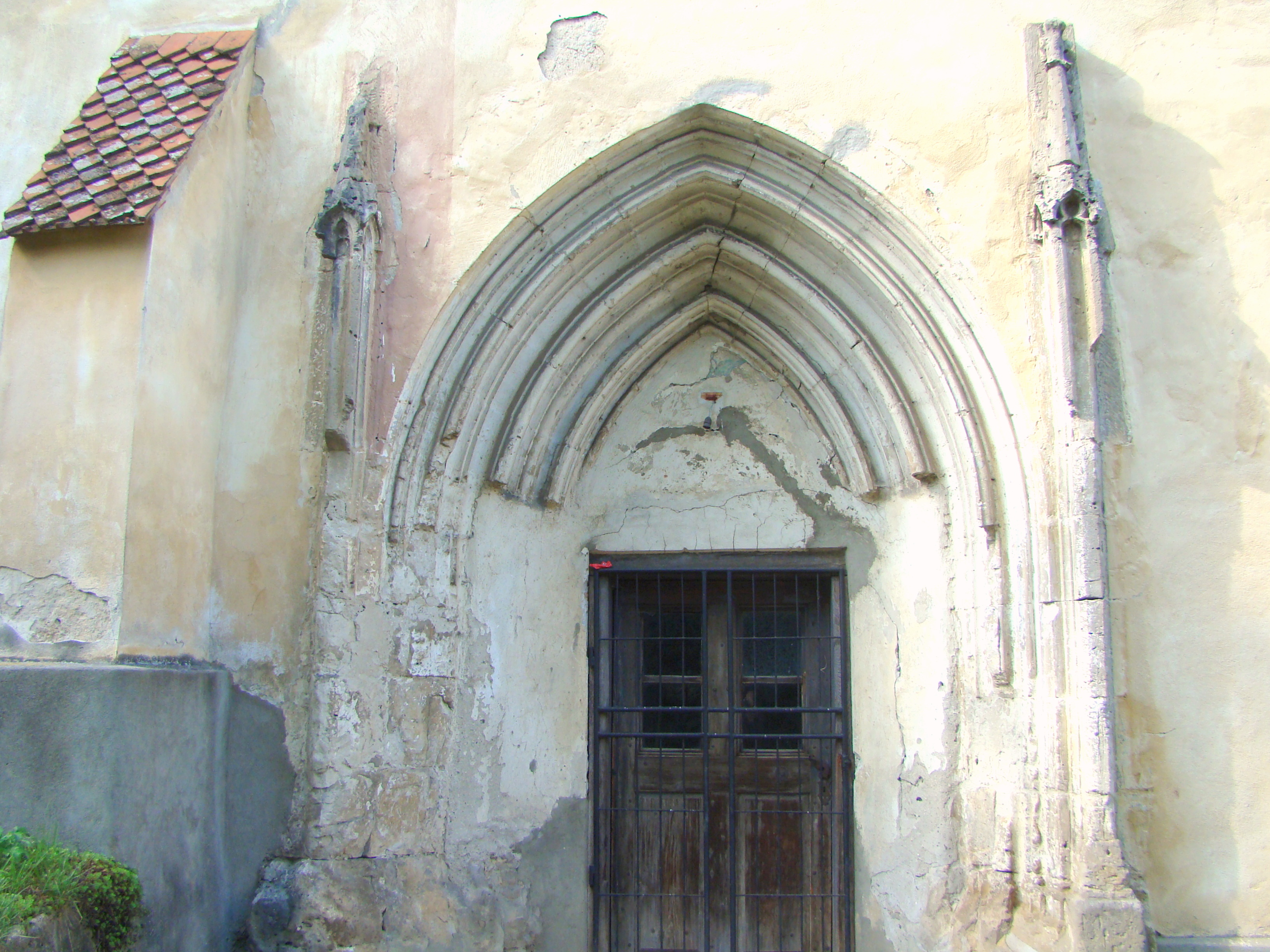
Portalul
gotic în arc frânt, cu patru retrageri, de pe latura sudică

Biserica fortificată din Măieruș este un ansamblu de monumente istorice aflat pe teritoriul satului Măieruș, comuna Măieruș. În Repertoriul Arheologic Național, monumentul apare cu codul 41391.09.
Ansamblul este format din următoarele monumente:
- Biserica evanghelică (cod LMI BV-II-m-A-11727.01)
- Incintă fortificată (cod LMI BV-II-m-A-11727.02)

## Localitatea
Măieruș, mai demult Măeruș, Măgheruș, Măghieruș, Alun (în dialectul săsesc Nâeršt, Nassbich, Nassbiχ, în germană Nußbach, Nussbach, în maghiară Szászmagyarós, Magyarós) este satul de reședință al comunei cu același nume din județul Brașov, Transilvania, România. În prima atestare documentară din 1377 localitatea apare sub numele de Villa nucum, după tufele de aluni din zonă. 

## Biserica
Biserica a fost construită în secolele XIV-XV și a fost înconjurată de fortificații cu înălțimea de circa 6-8 m, din care nu au mai rămas decât fragmente. În urma unui incendiu devastator, biserica și clopotnița au fost distruse, fiind refăcute în stil gotic, în 1573. Interiorul bisericii este eclectic, combinând mai multe stiluri arhitectonice: gotic, clasic, neoclasic, cu cel baroc și renascentist. Altarul de la începutul sec. XIX este în stil neoclasic și este unit cu orga. Amvonul este zidit si are baldachin din lemn în stil baroc. Potirul a fost realizat la mijlocul veacului al XVI-lea.

## Vezi și
- Măieruș, Brașov

## Imagini din exterior

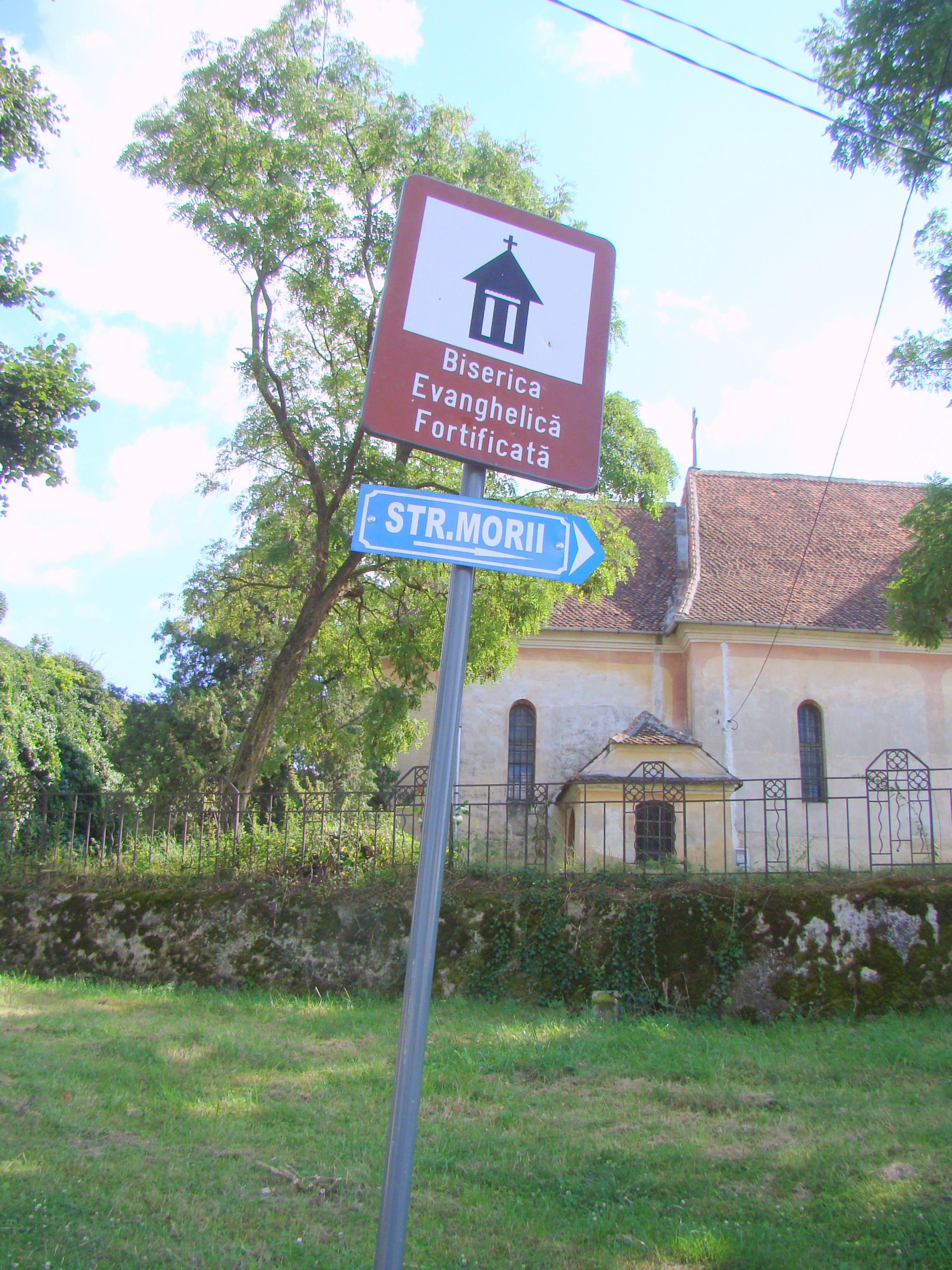
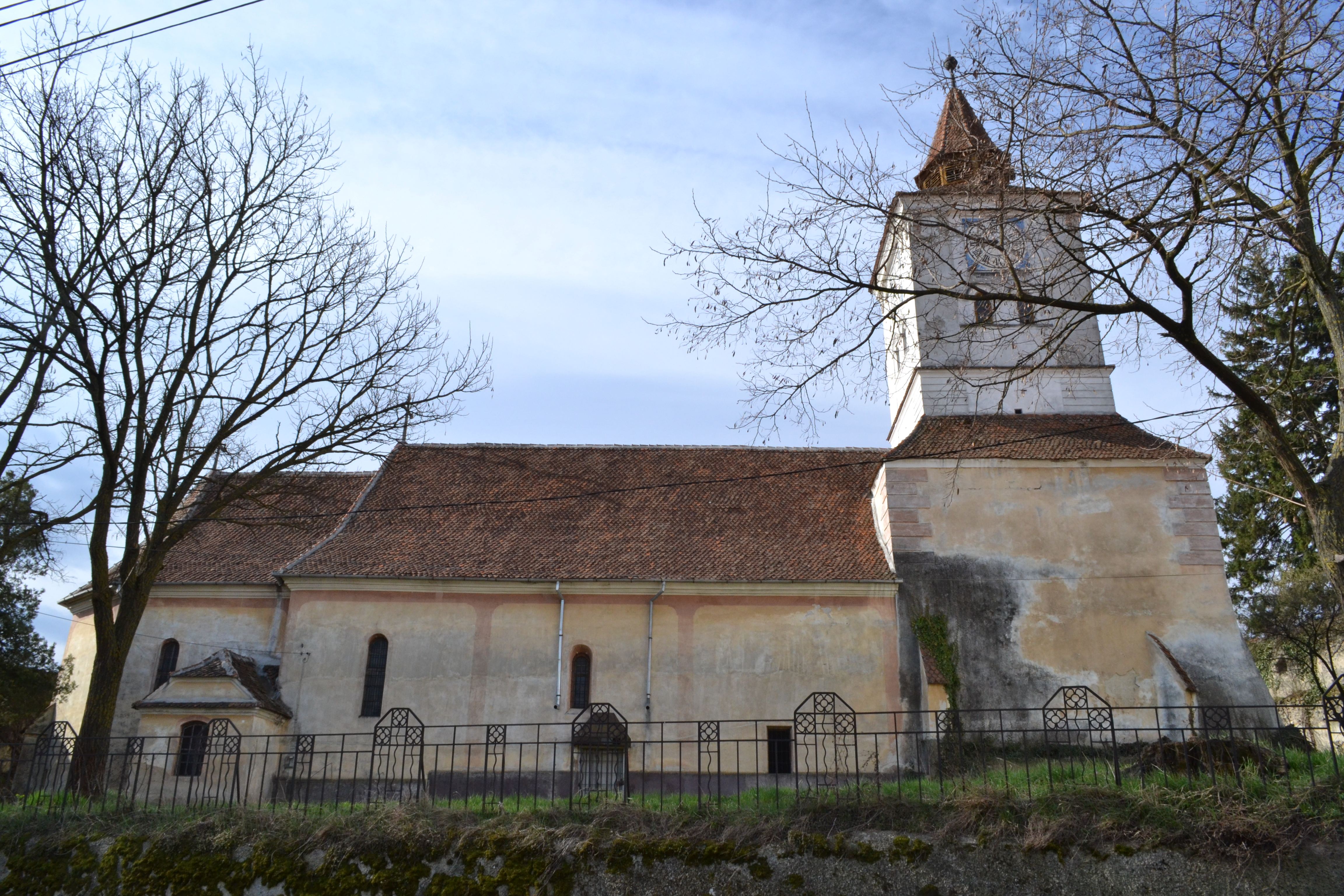
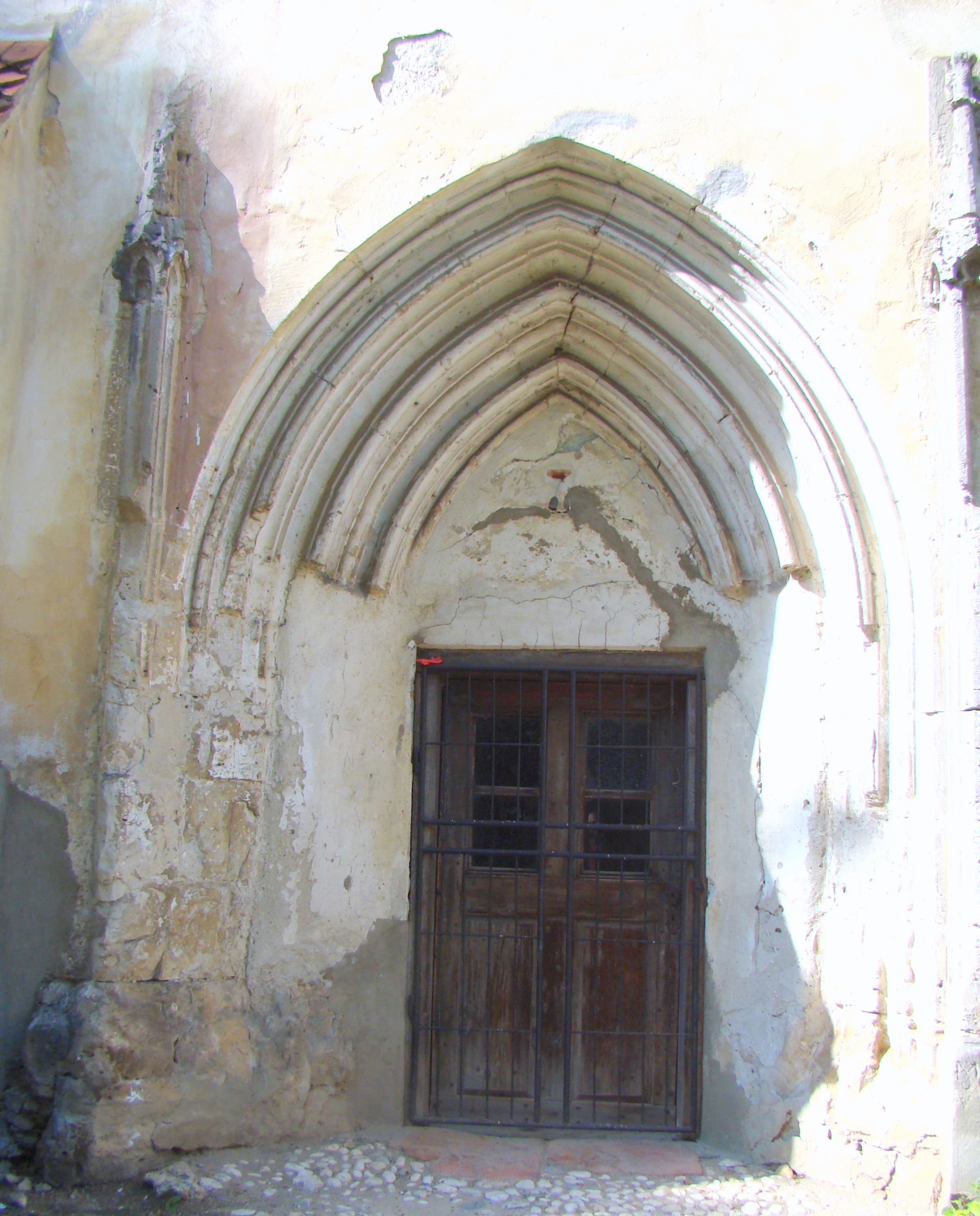
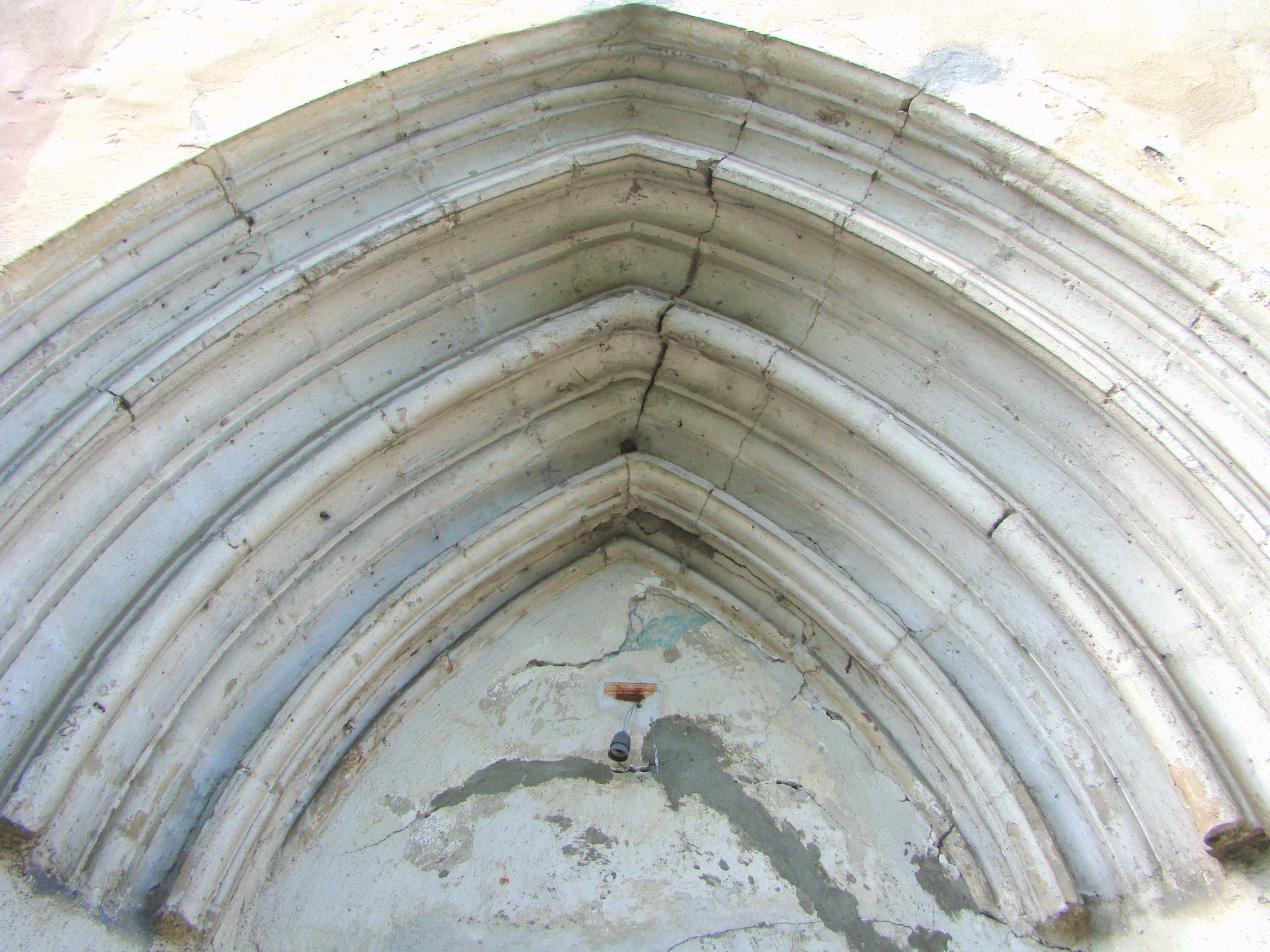
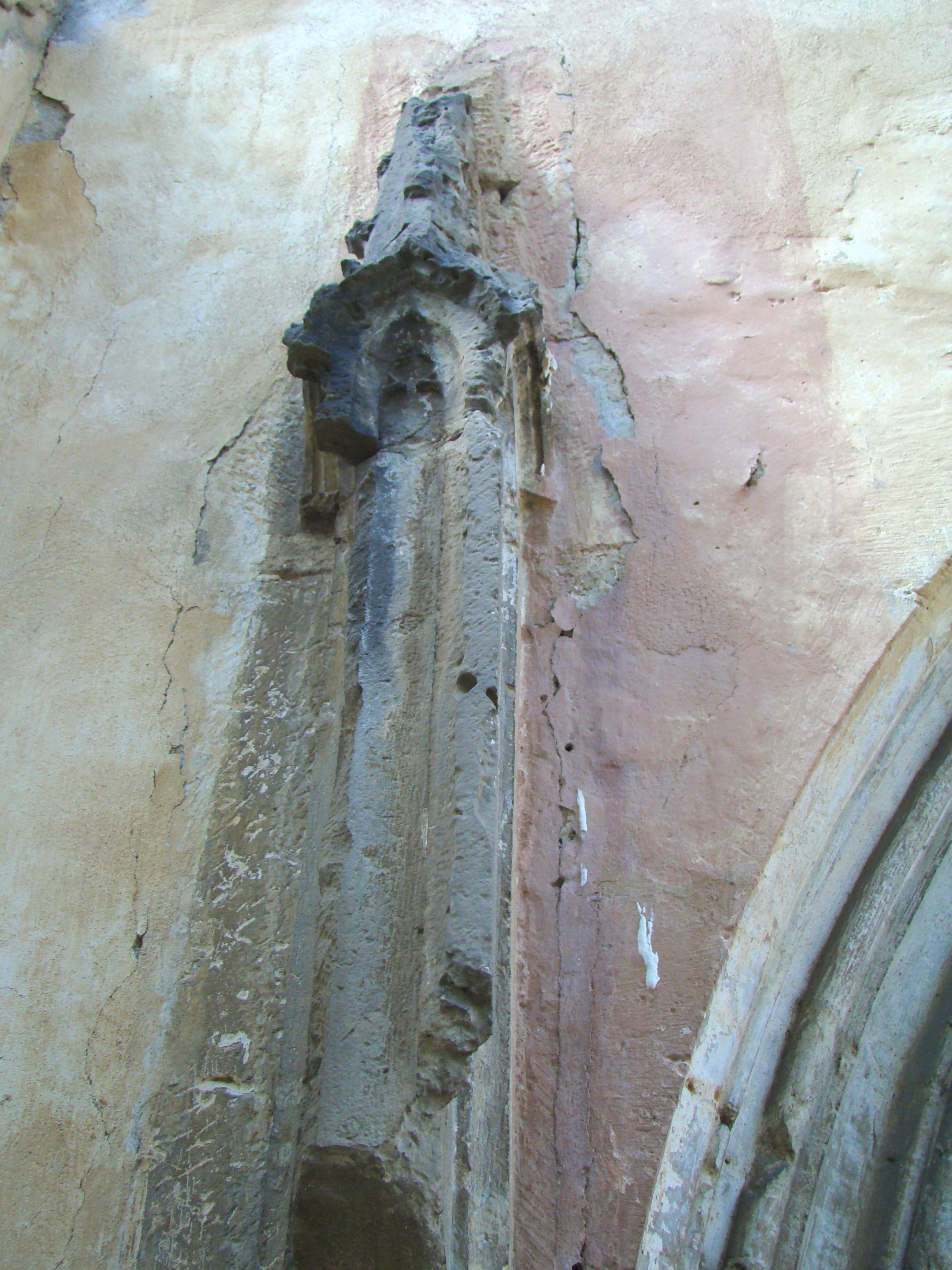
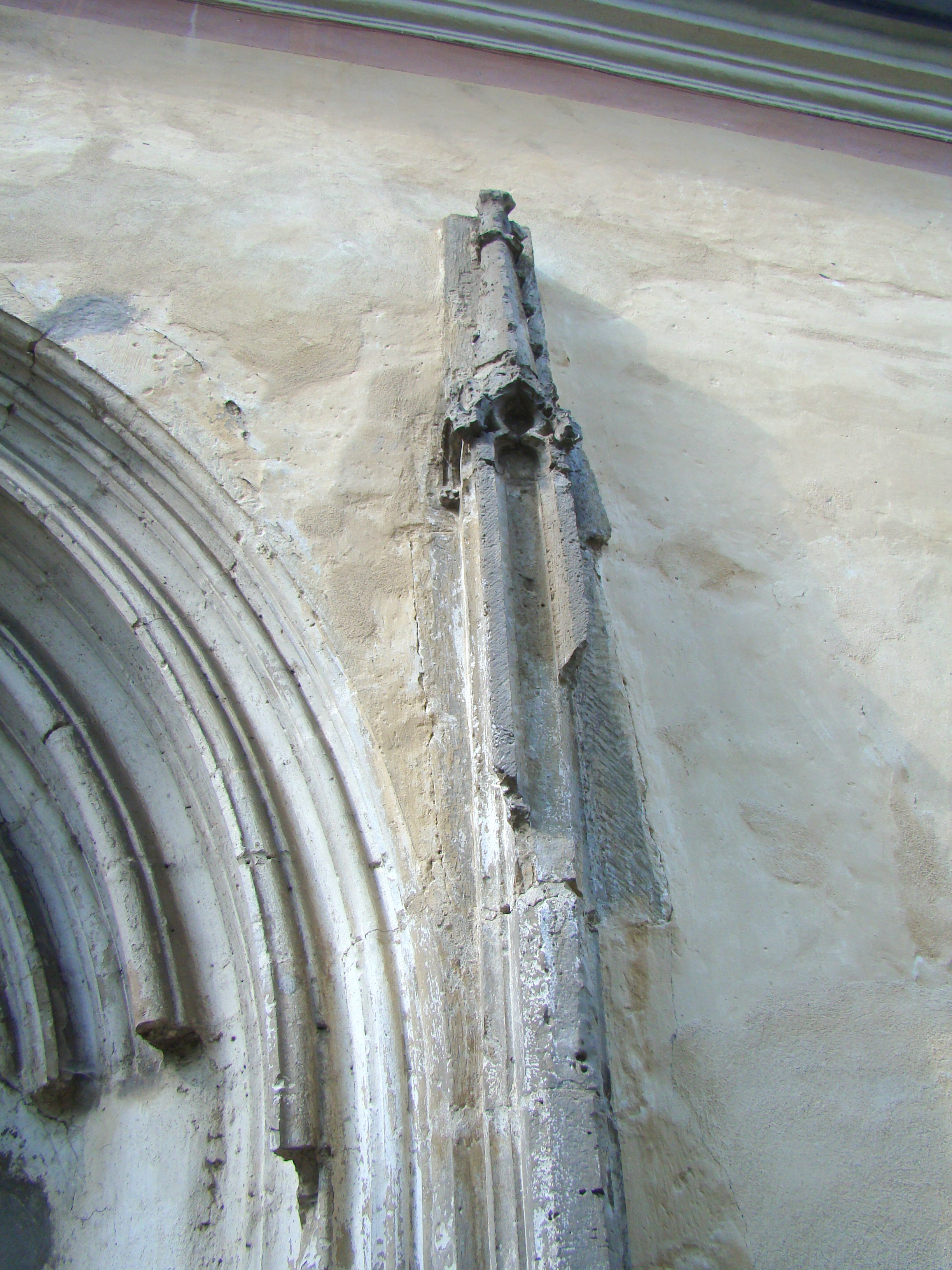
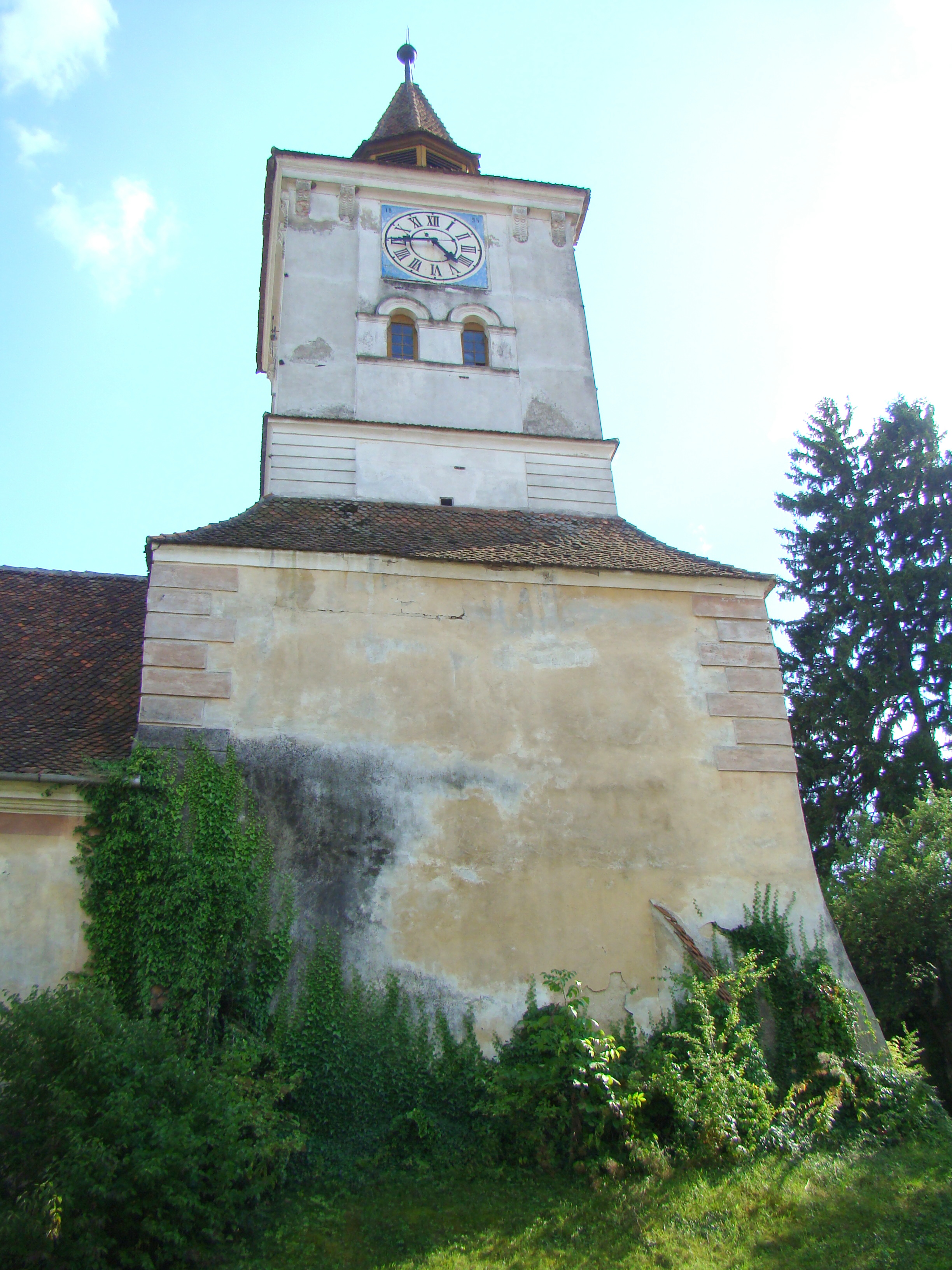
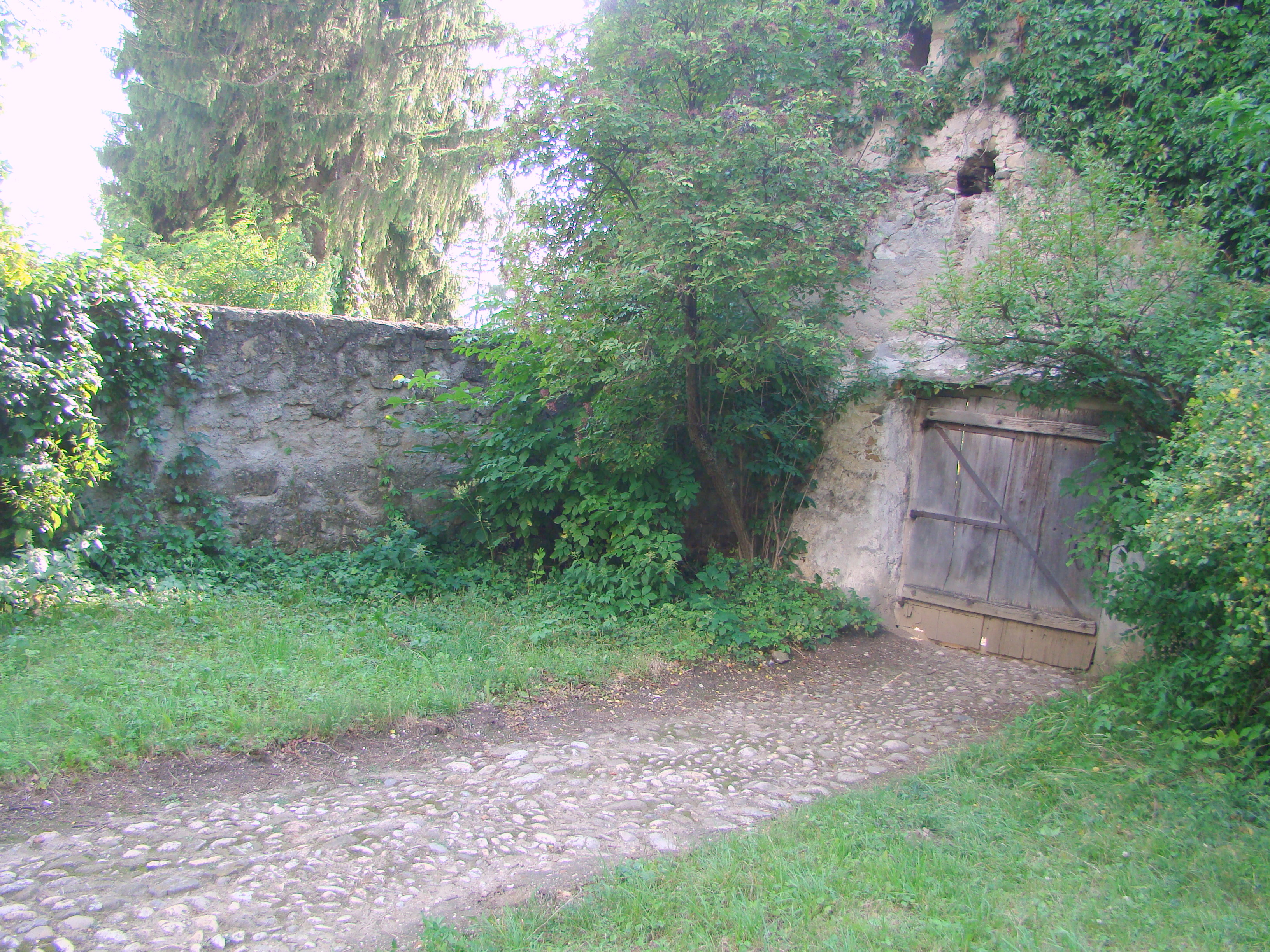
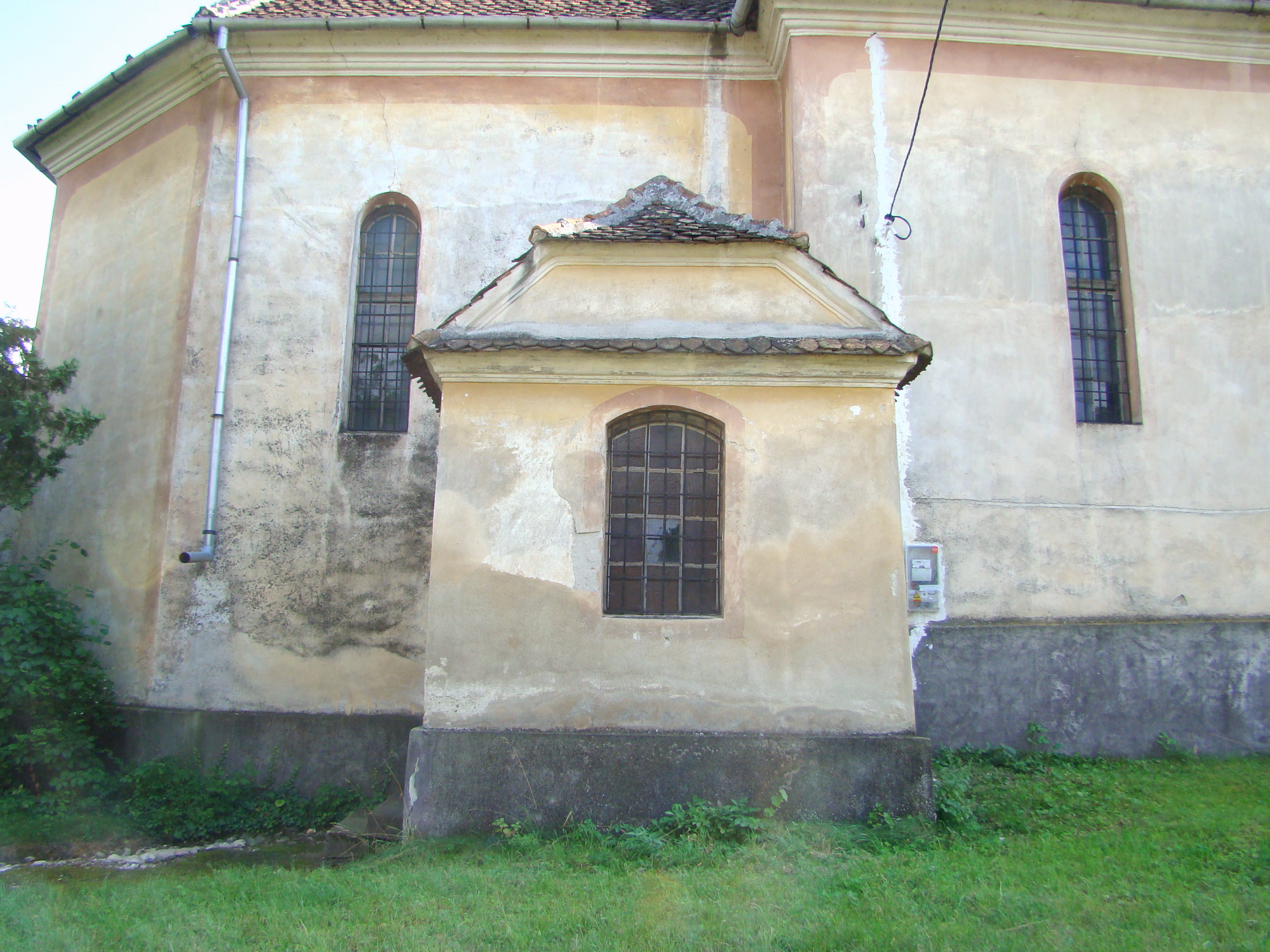
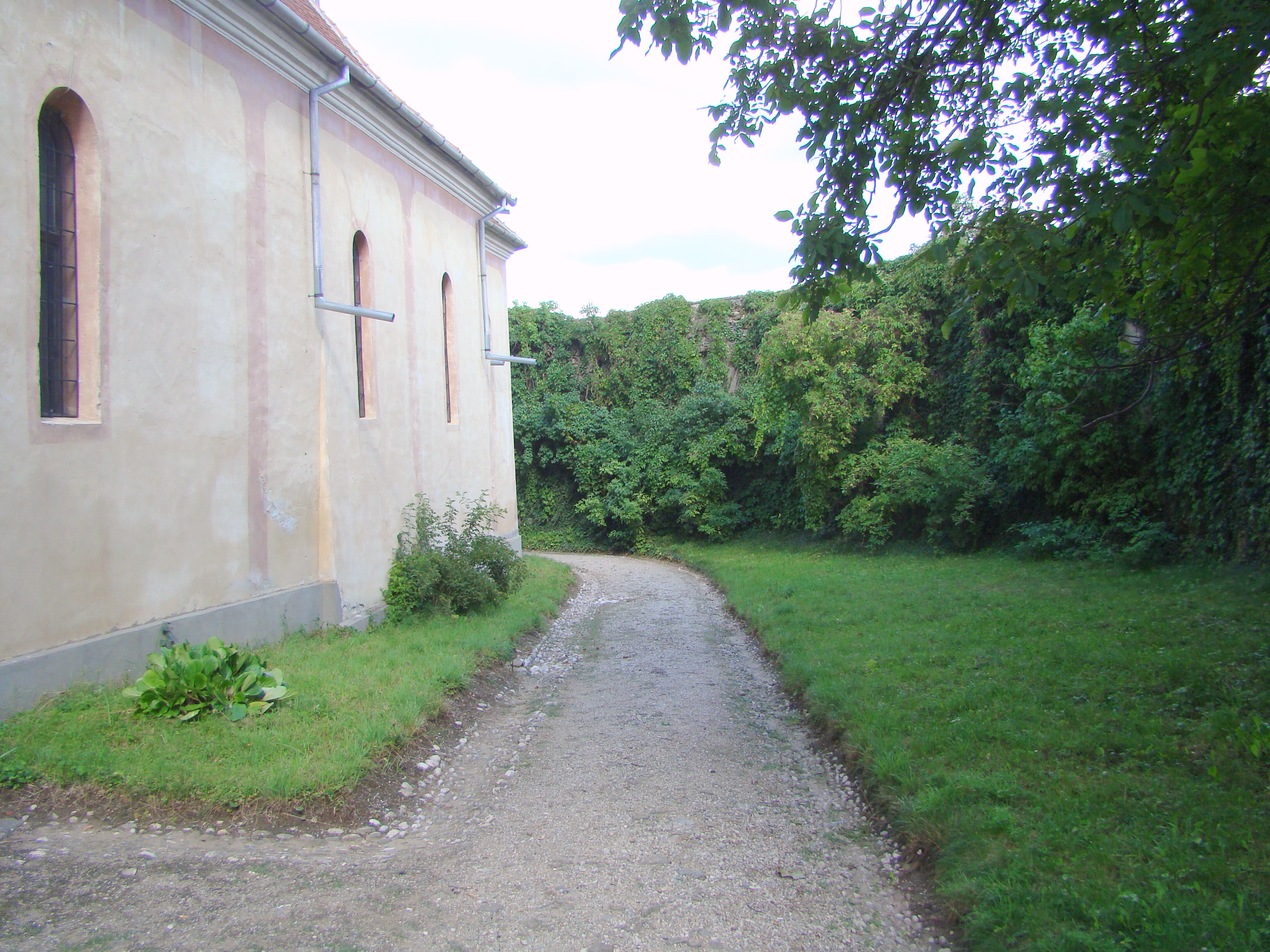
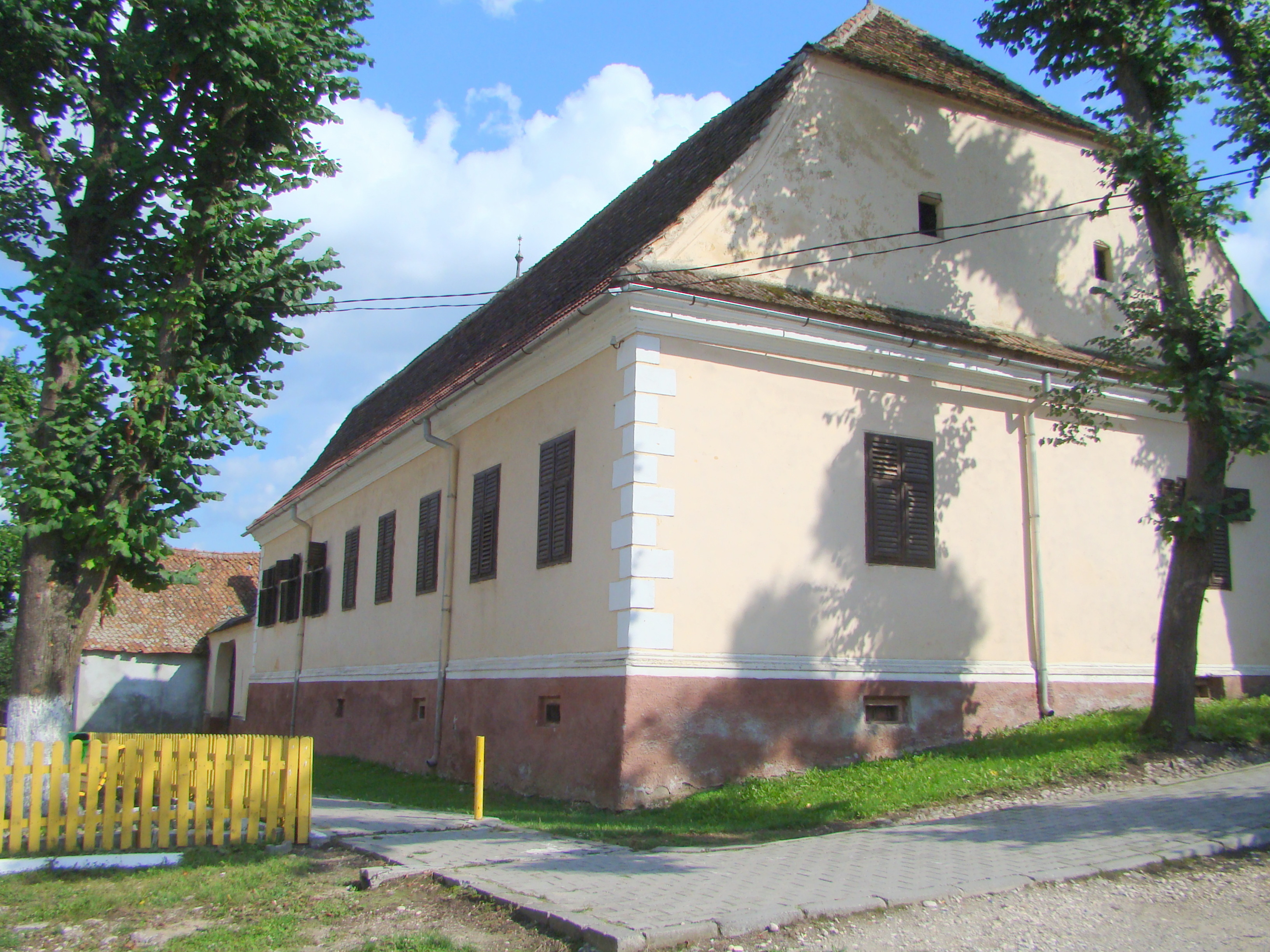
Casa parohială
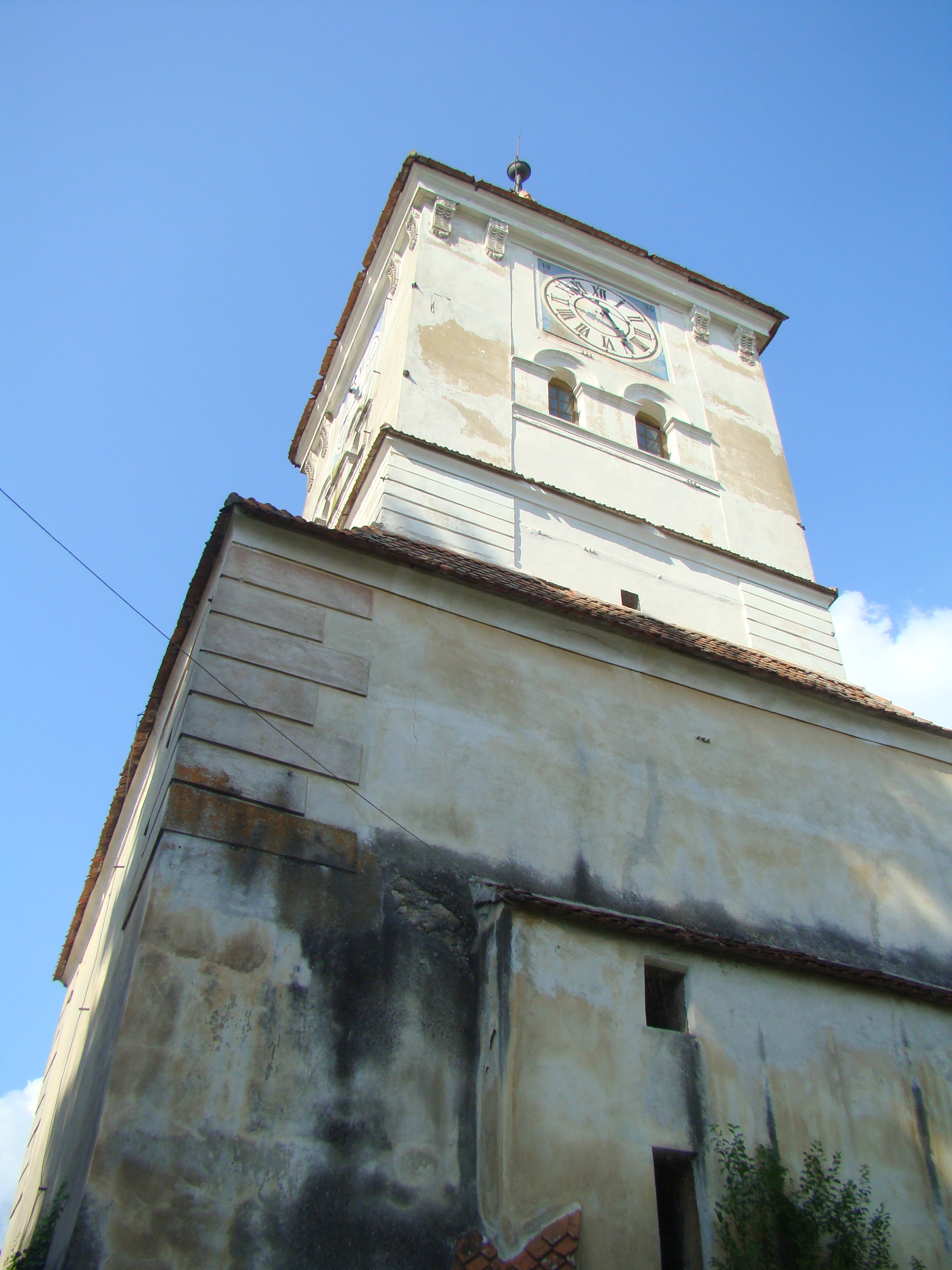
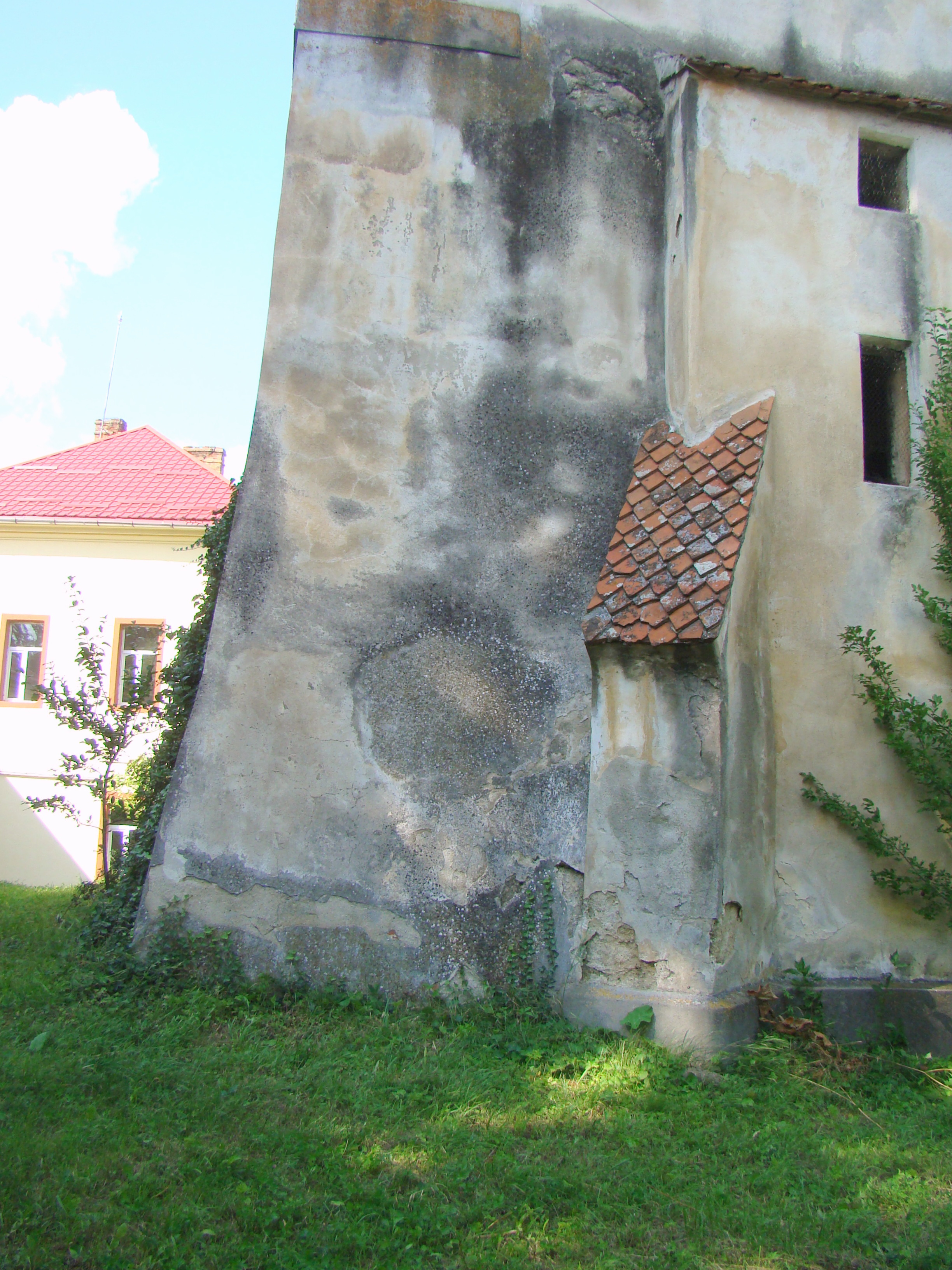
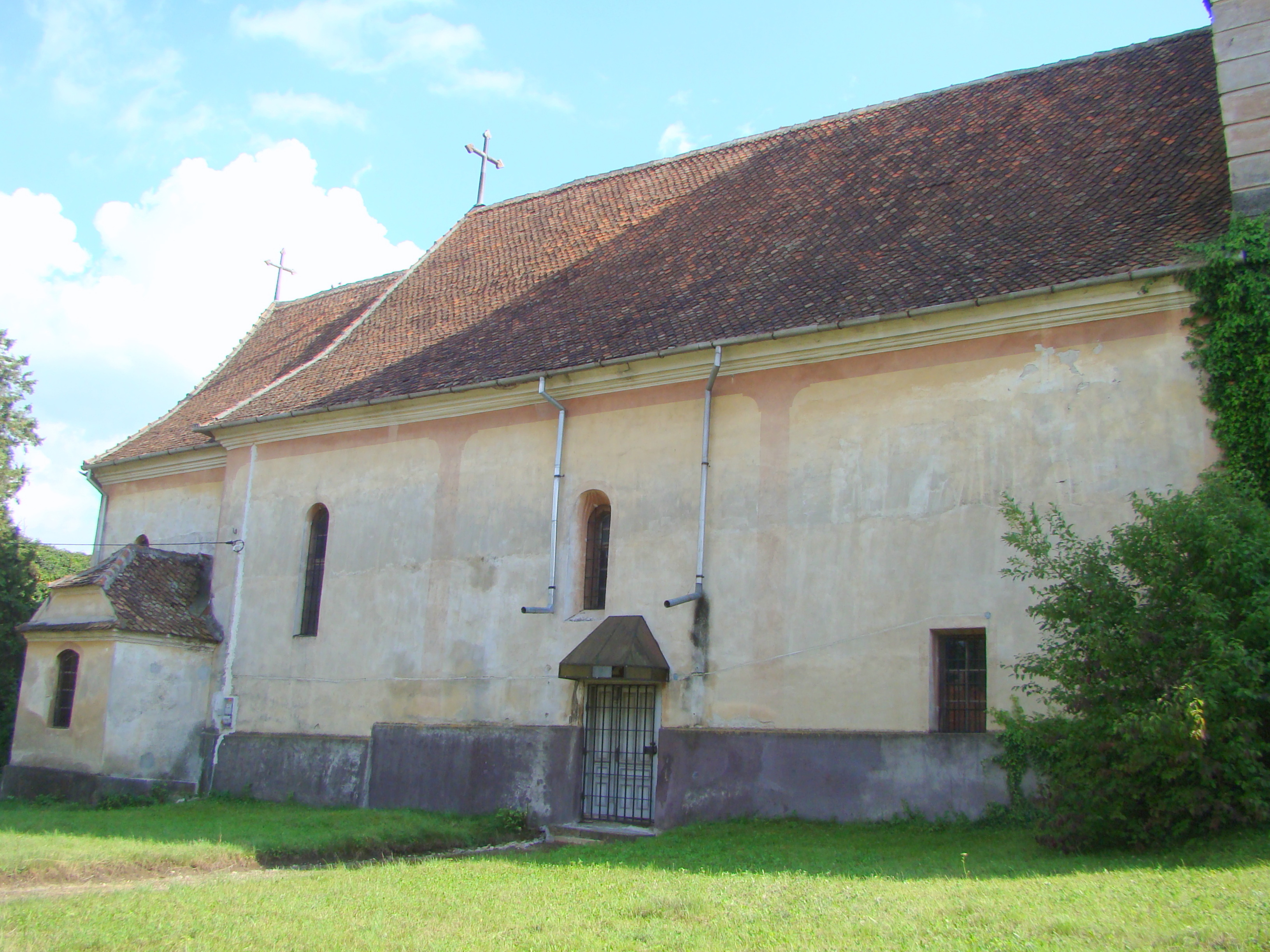
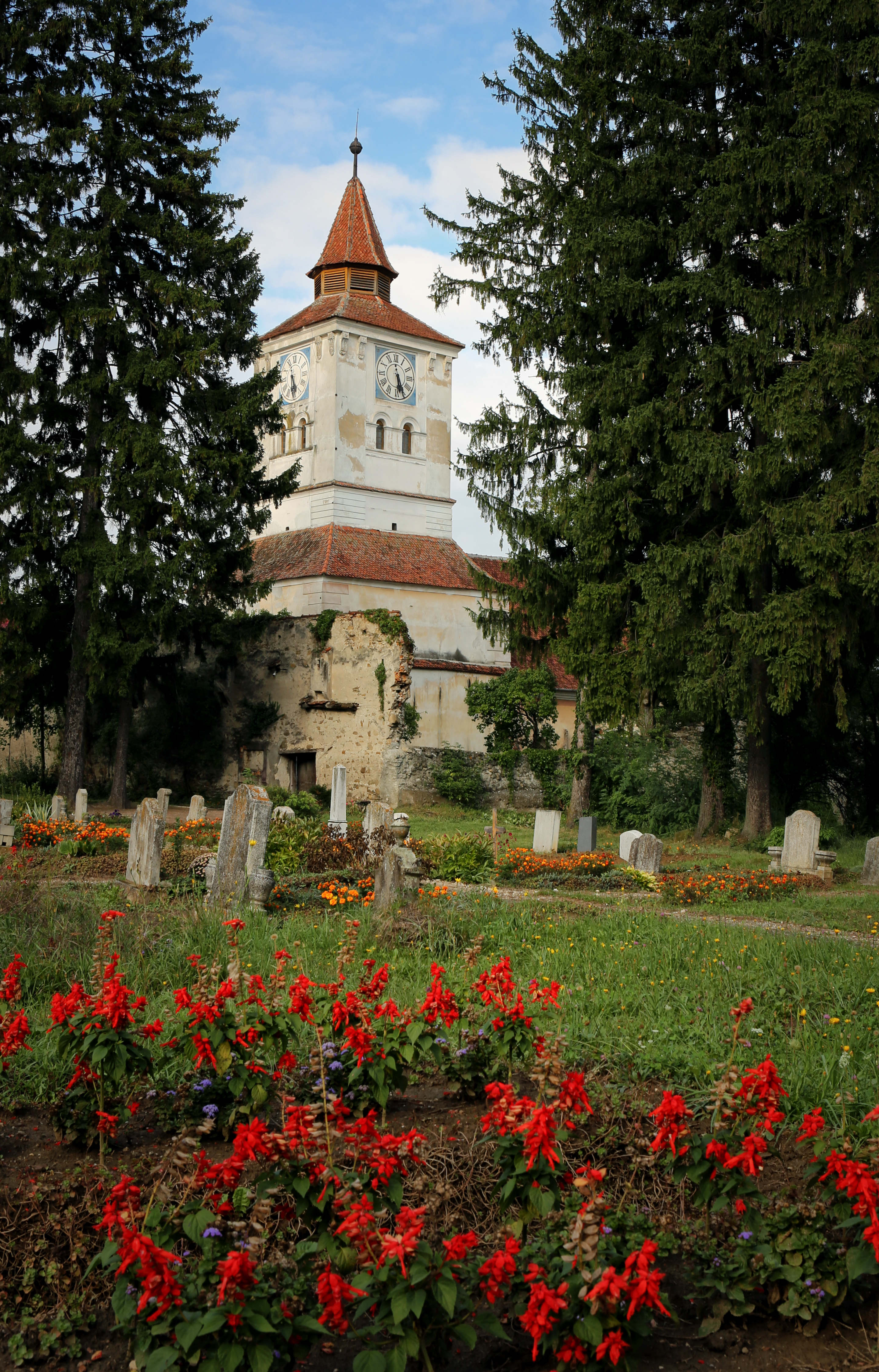
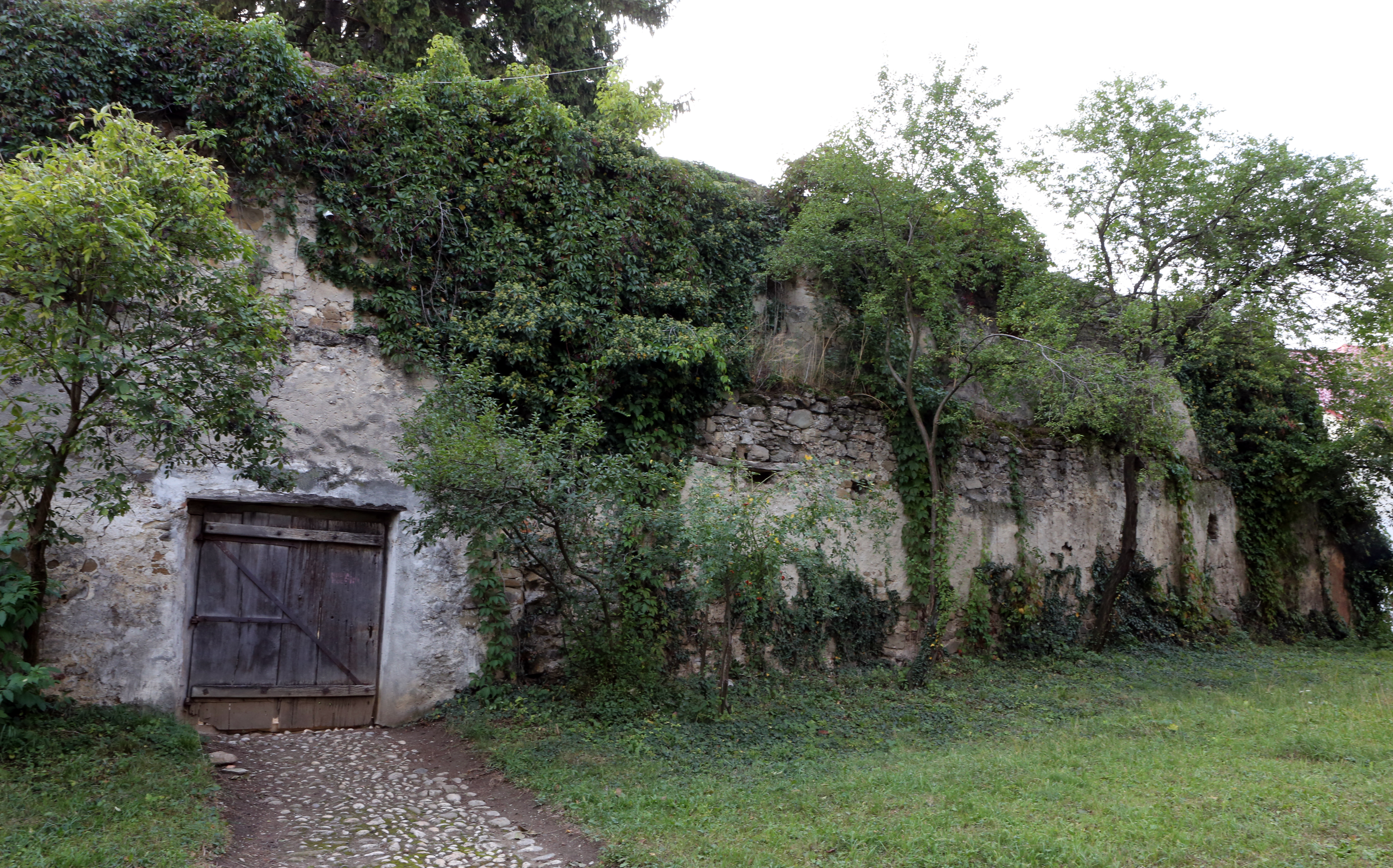

## Imagini din interior

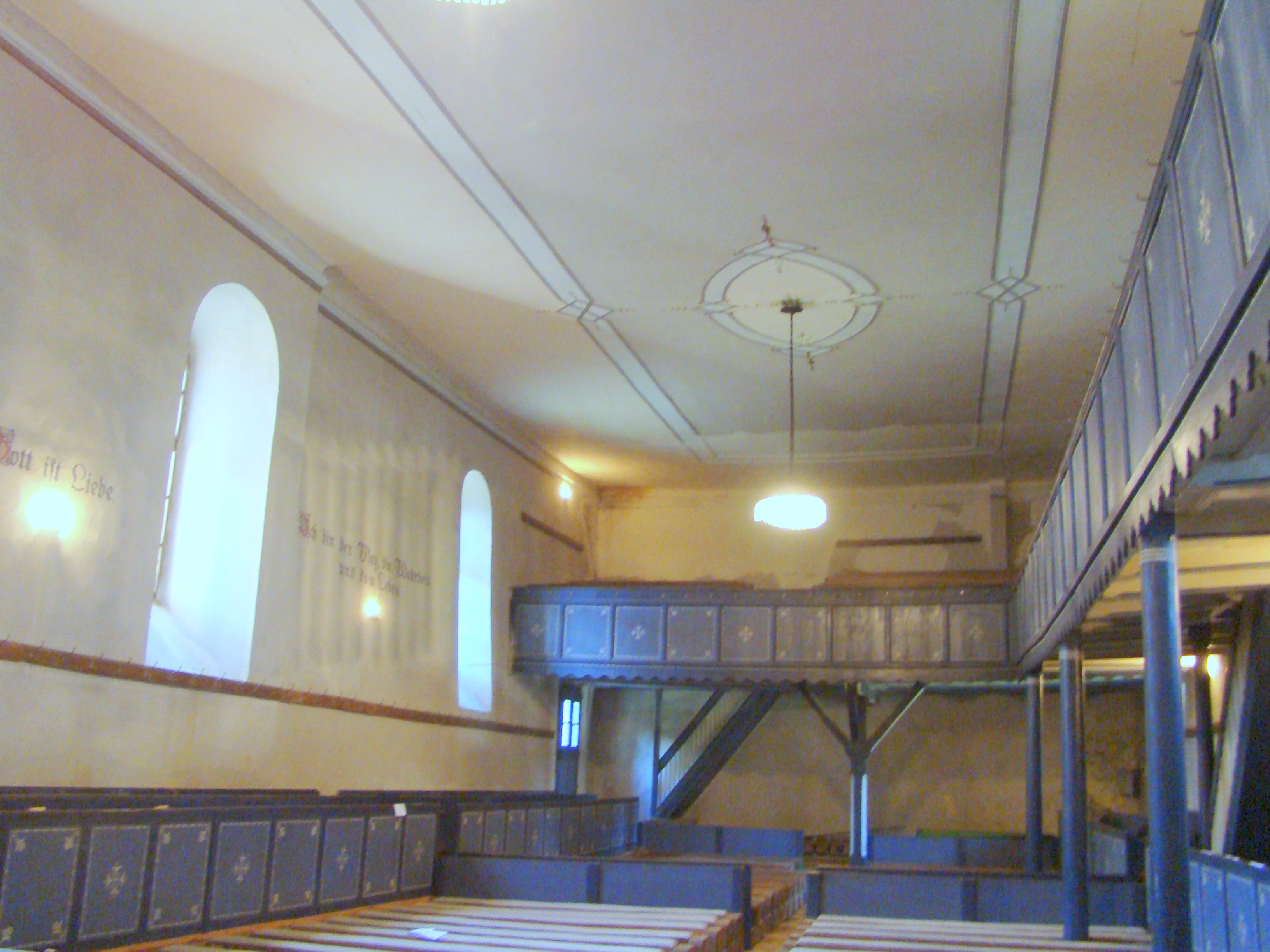
Interiorul navei spre empora de vest
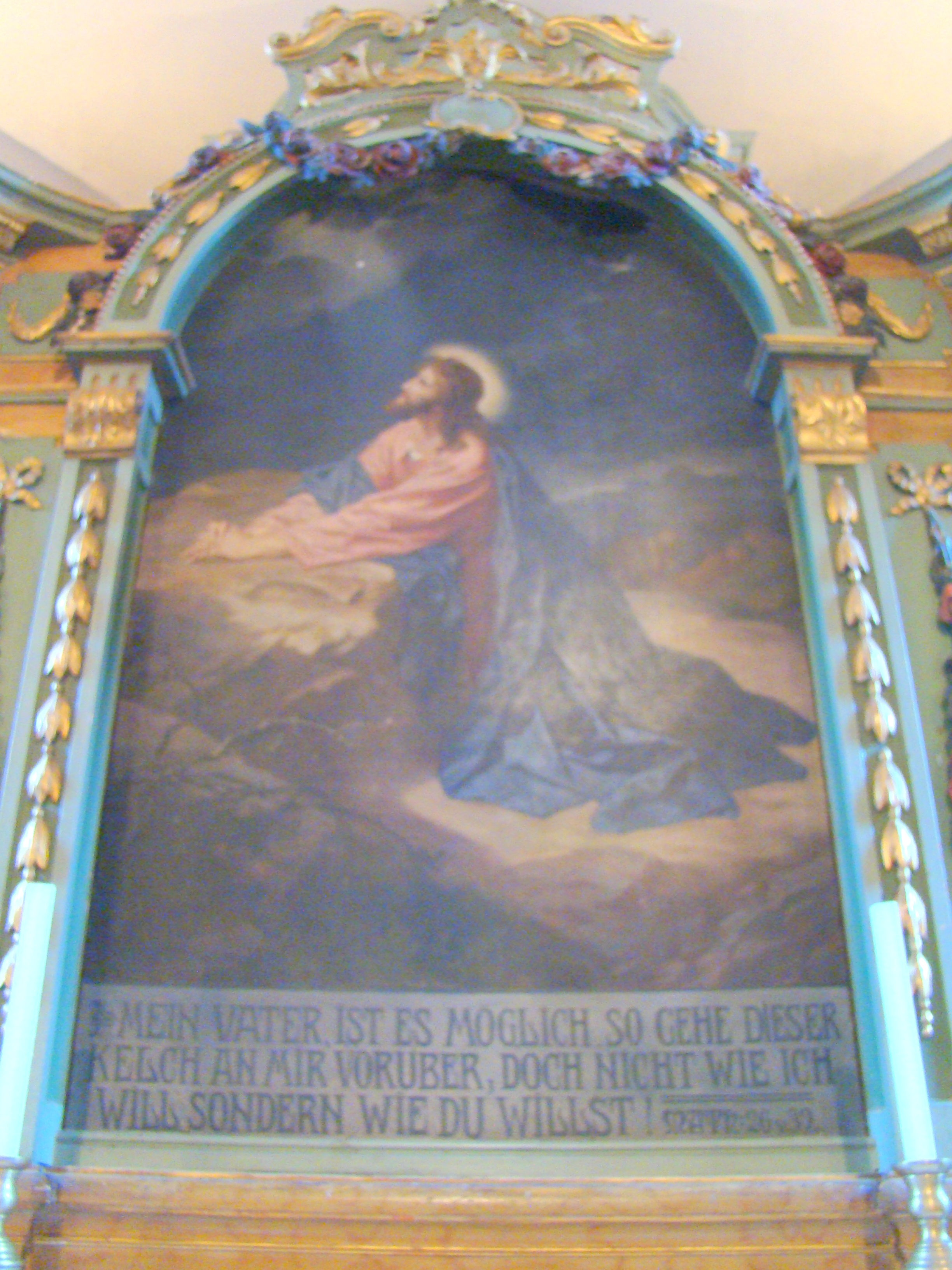
Altarul neoclasic de început de secol XIX
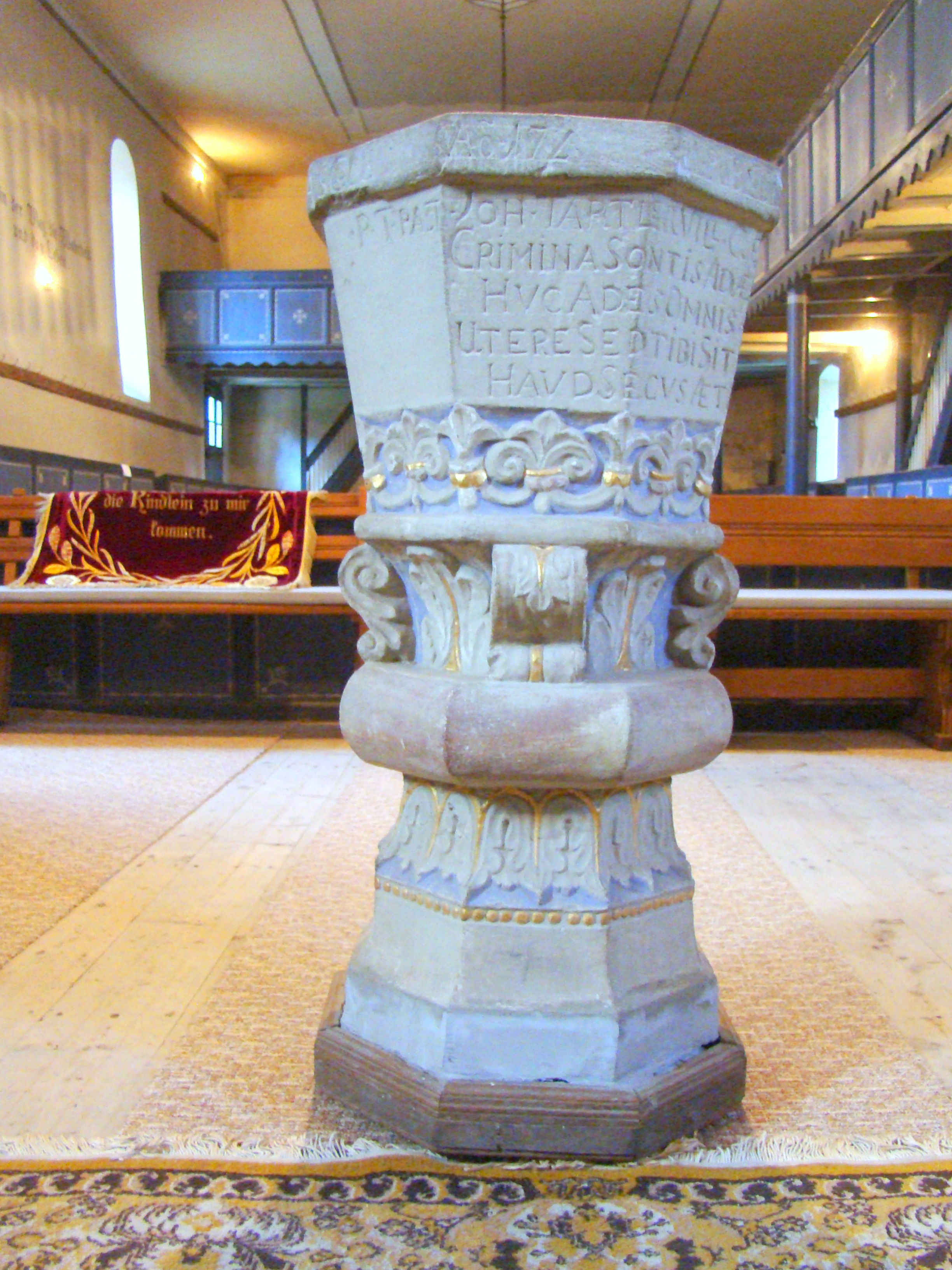
Cristelnița din piatră
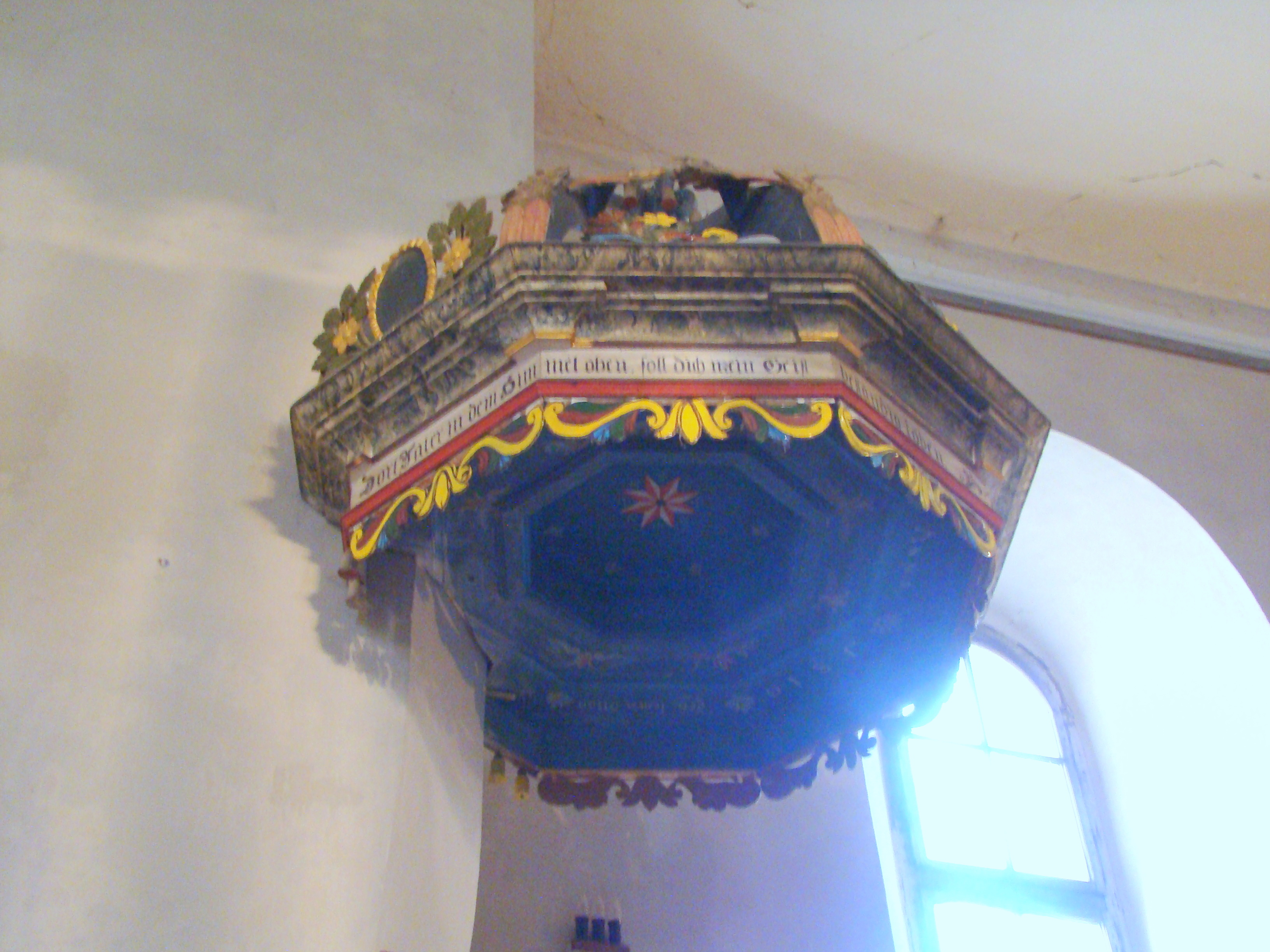
Coronamentul amvonului
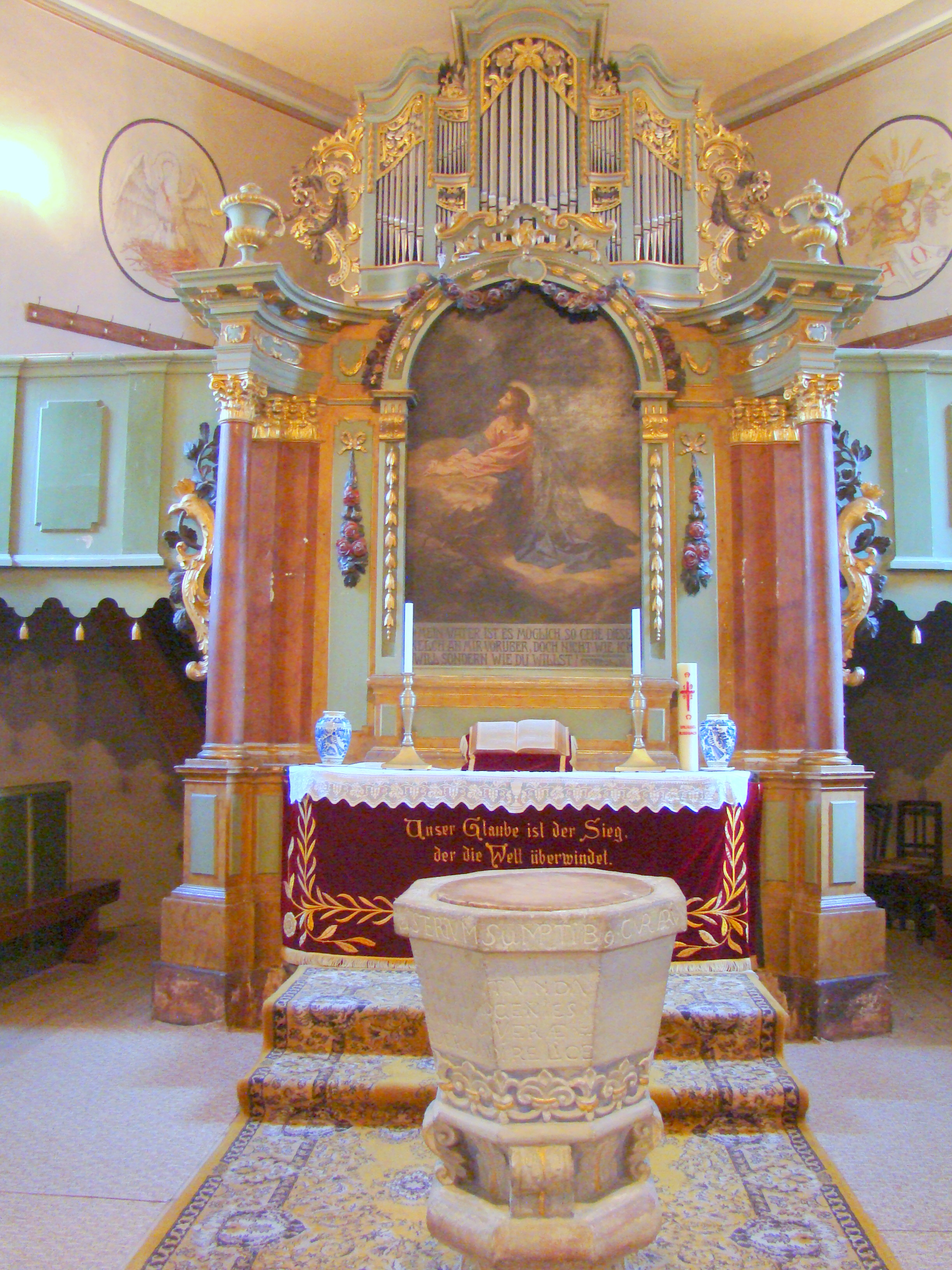
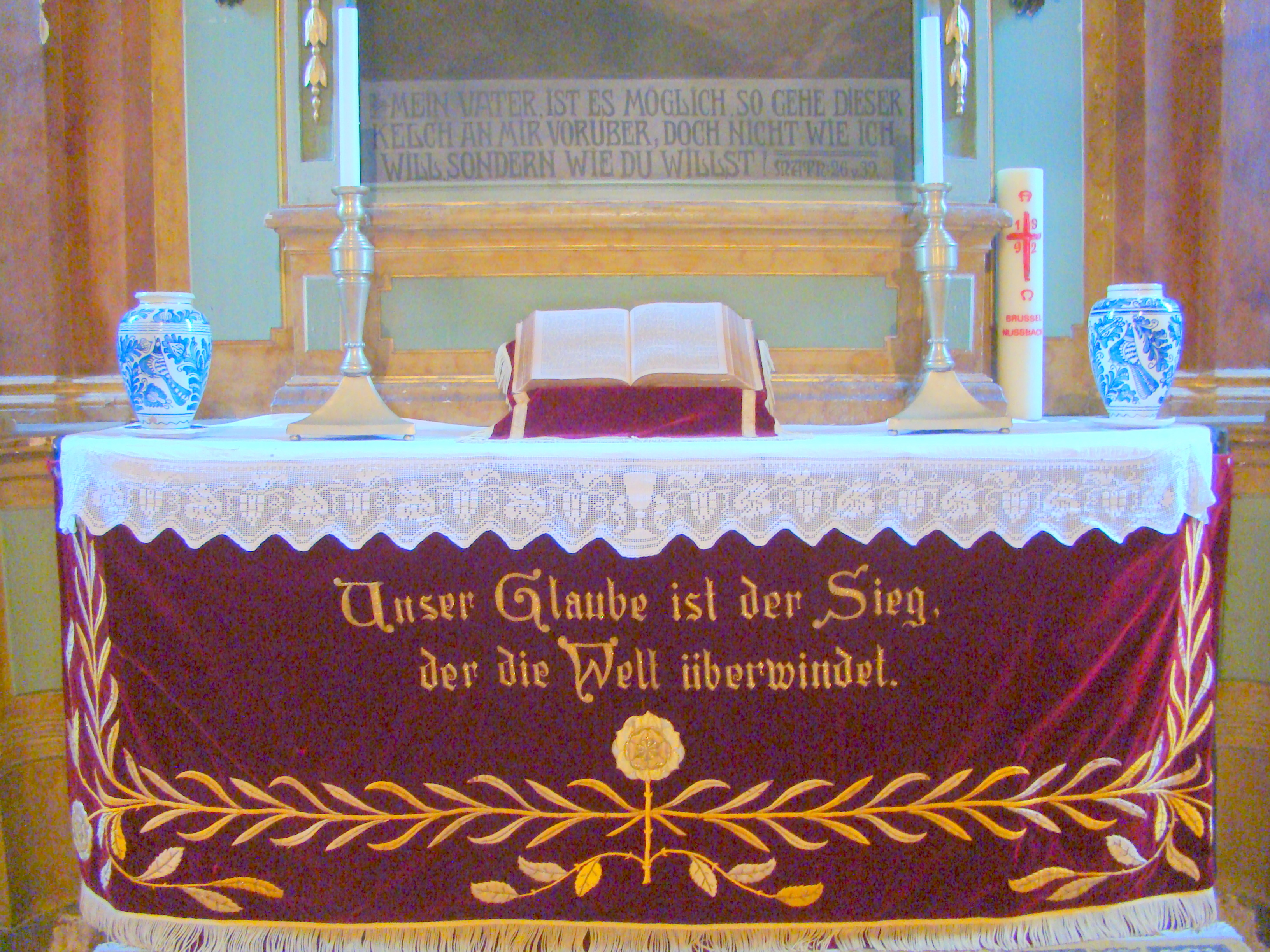
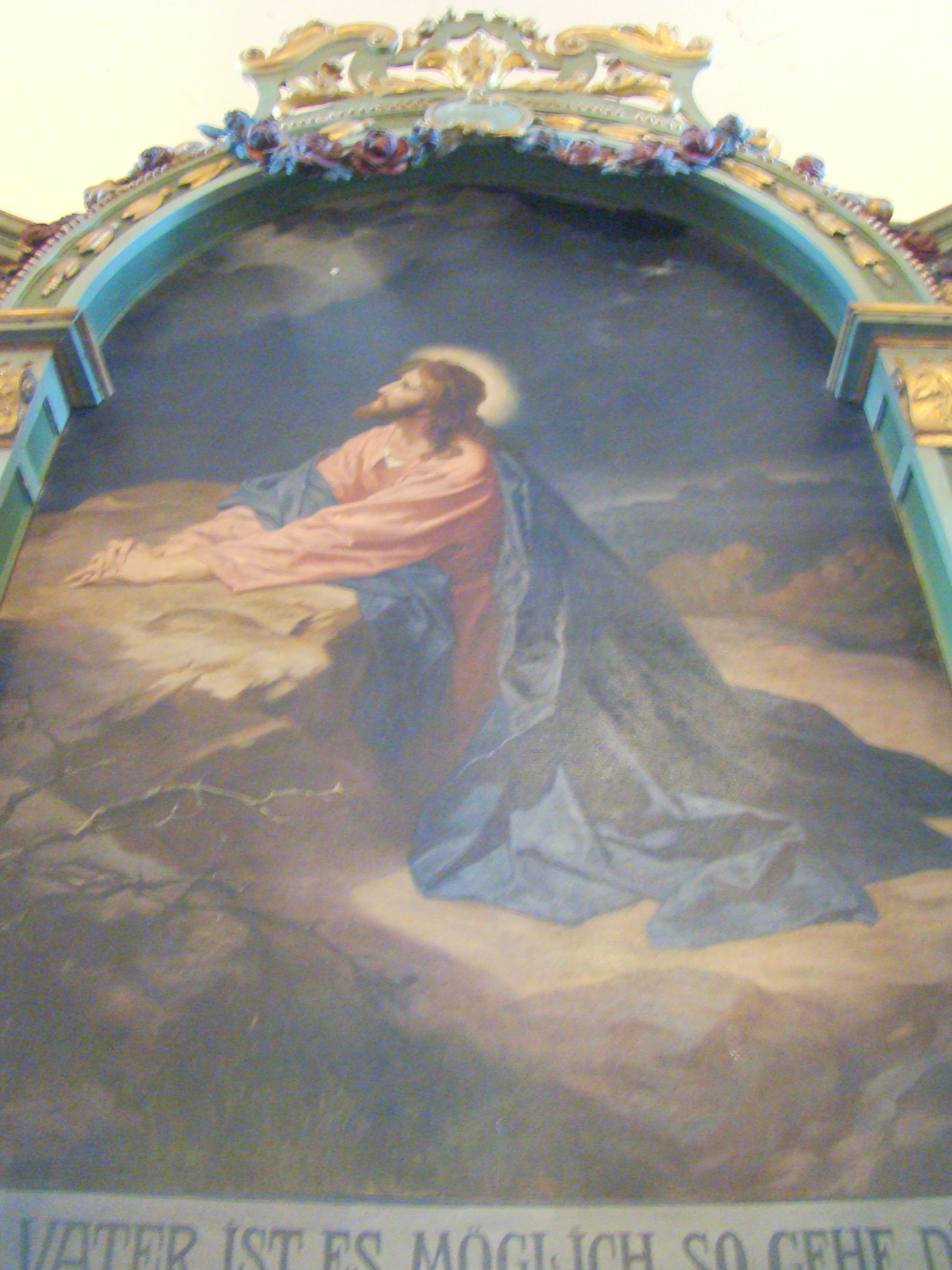
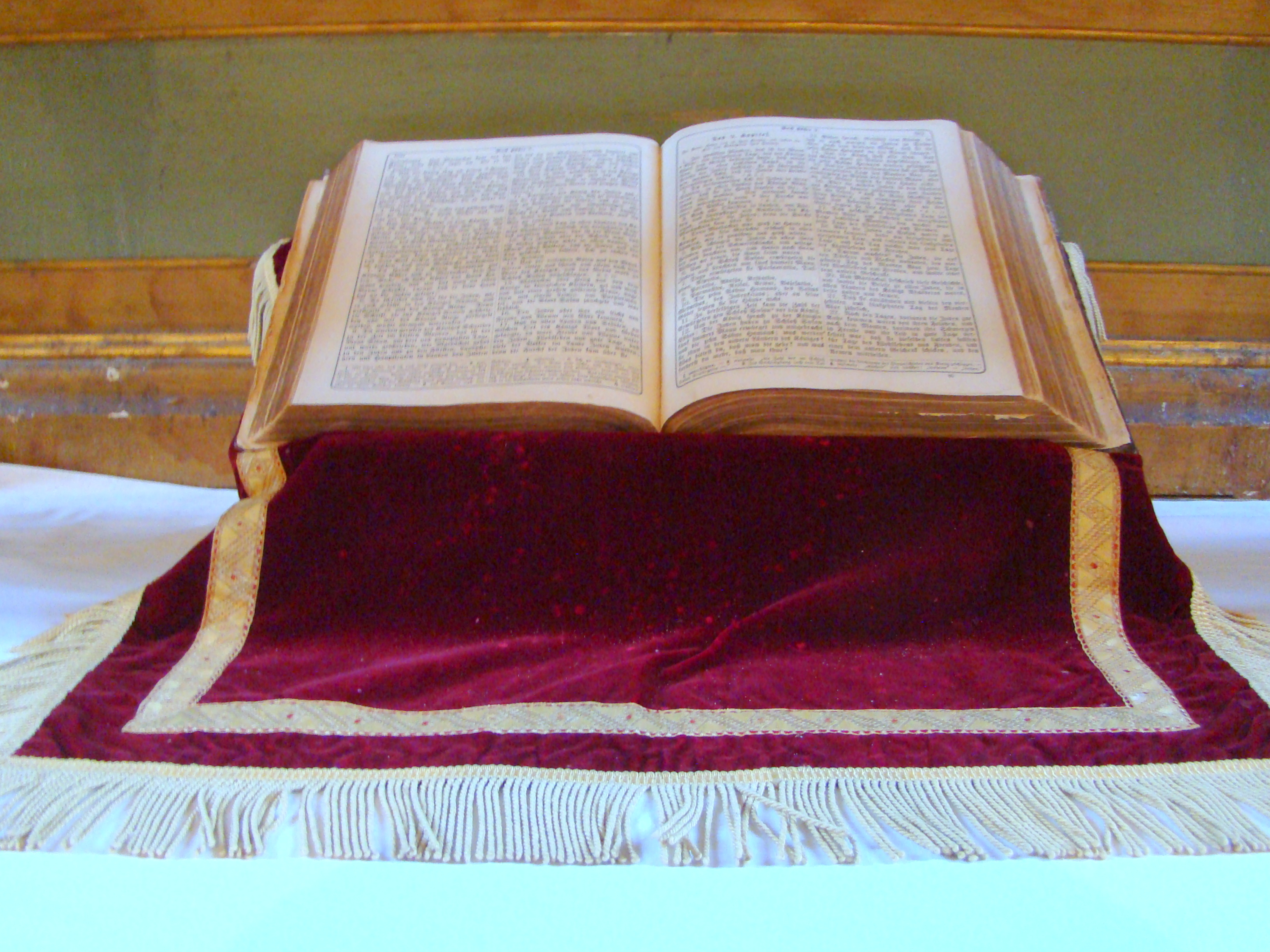
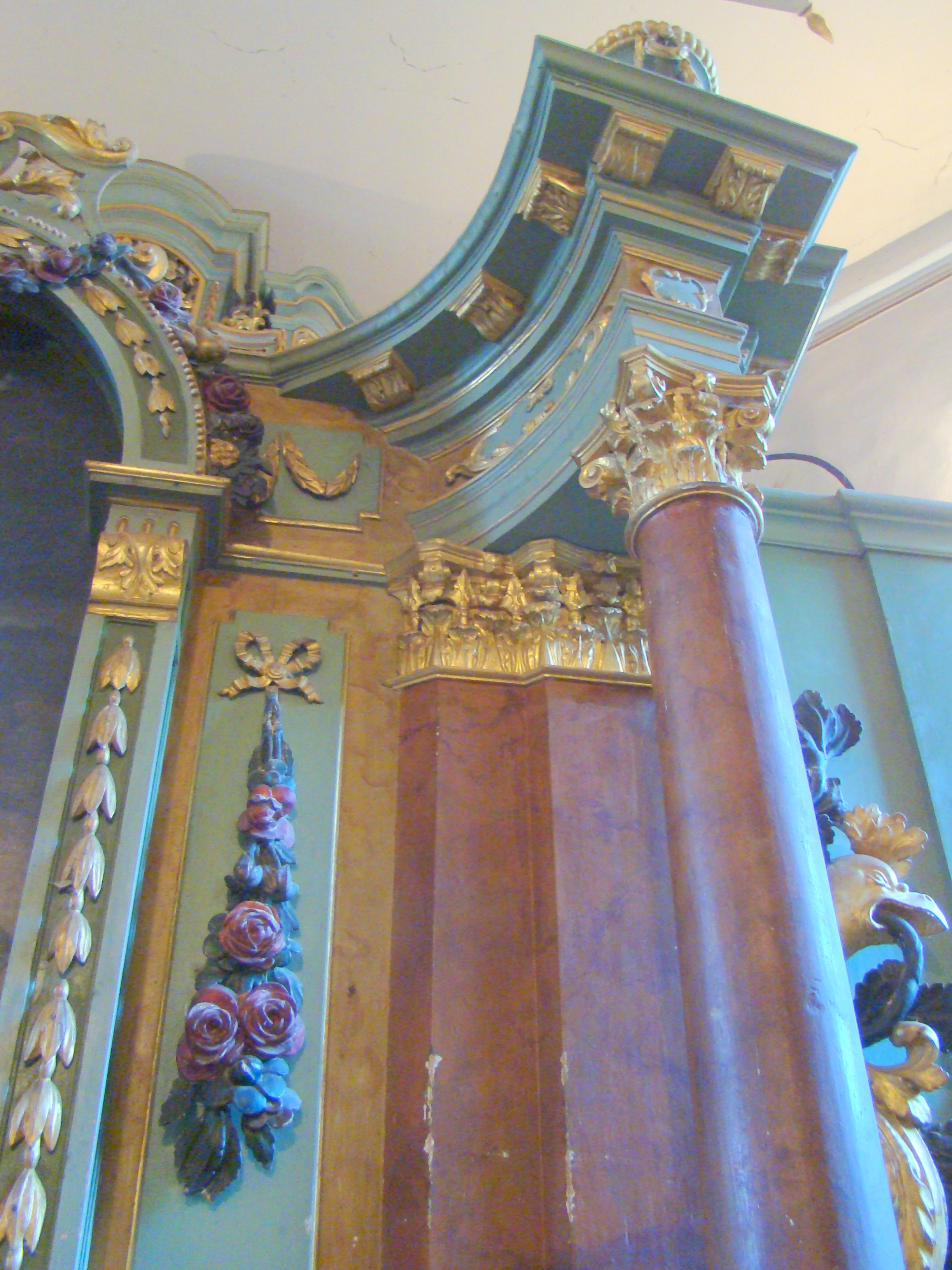
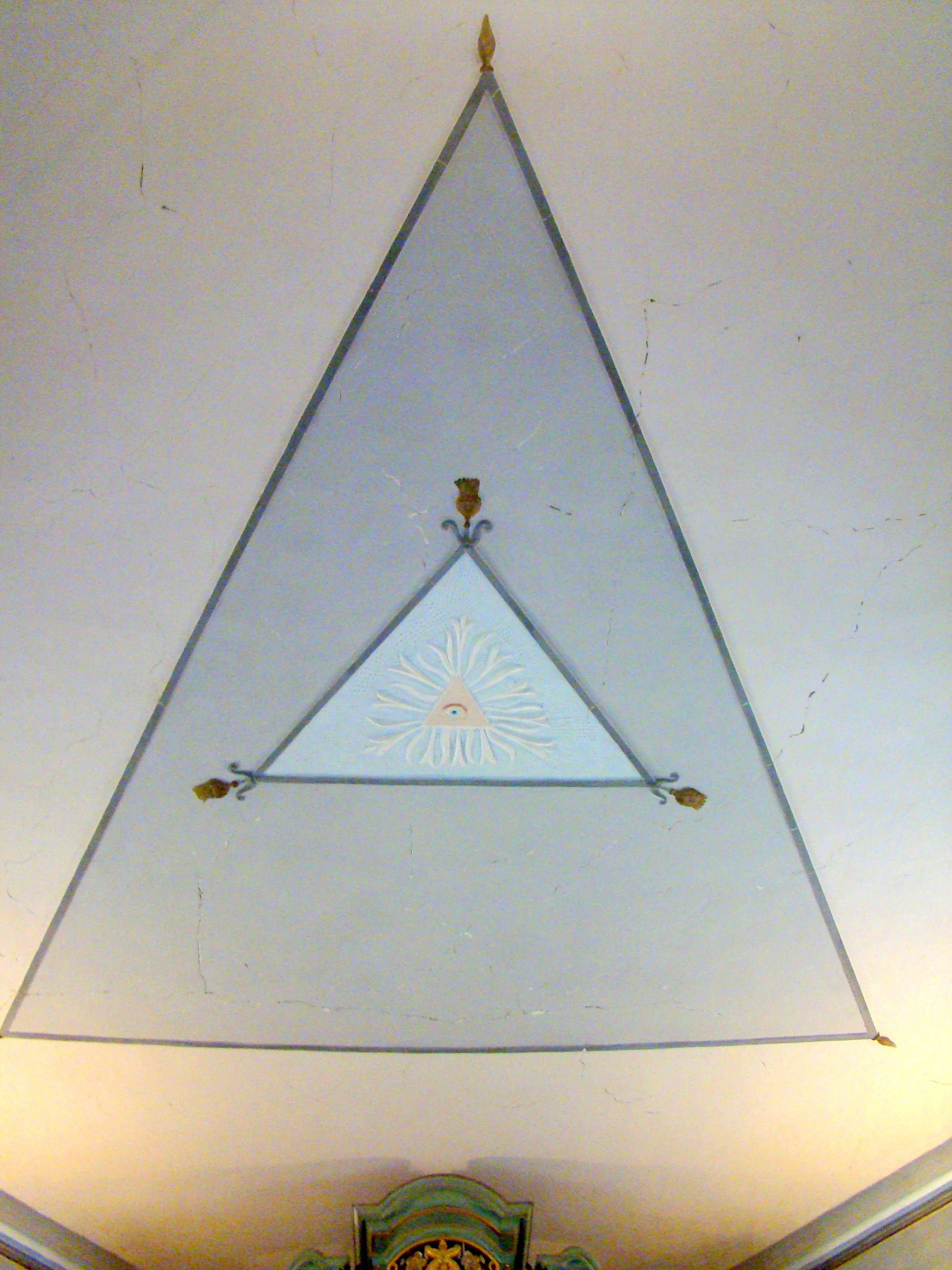
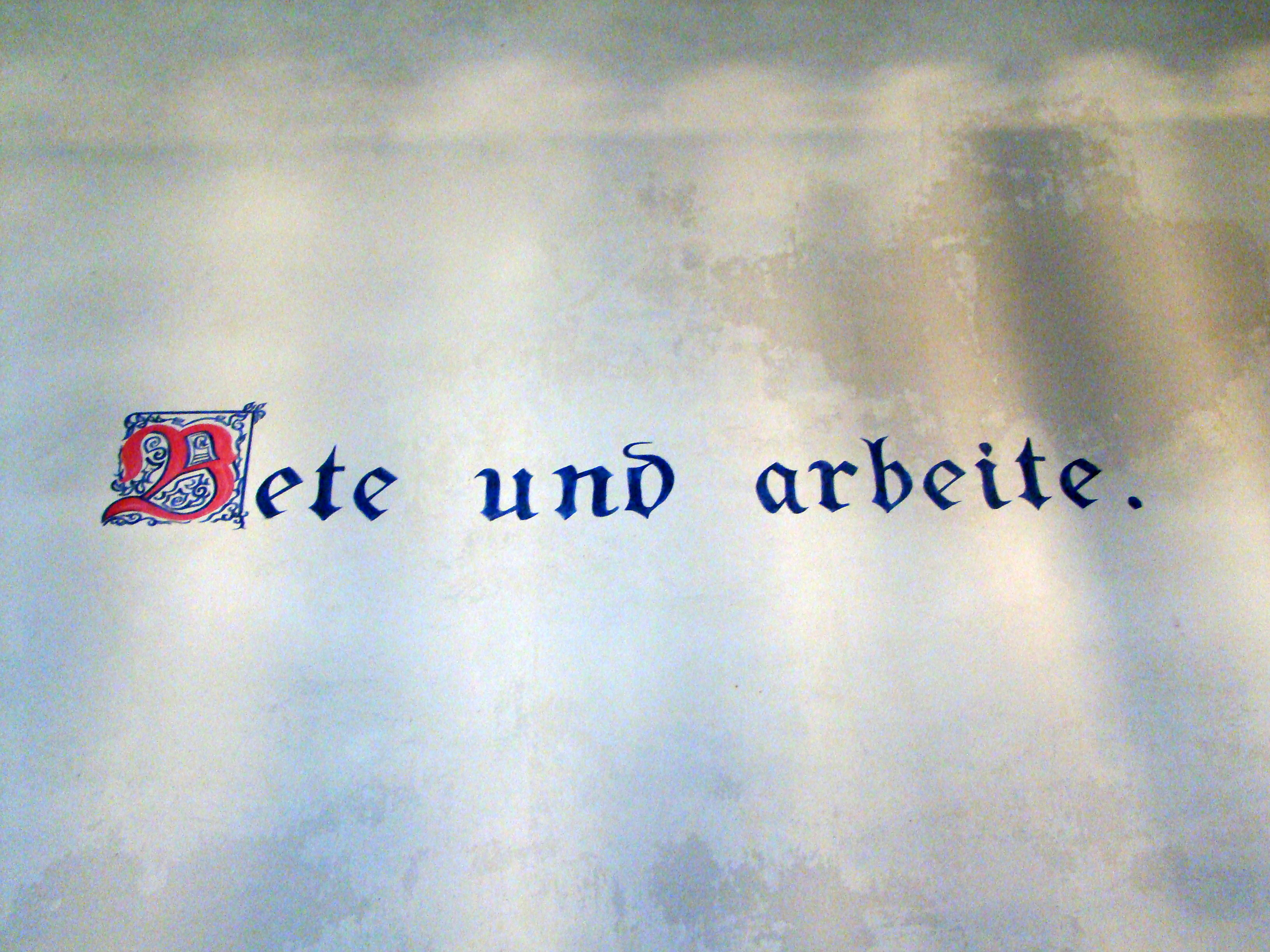
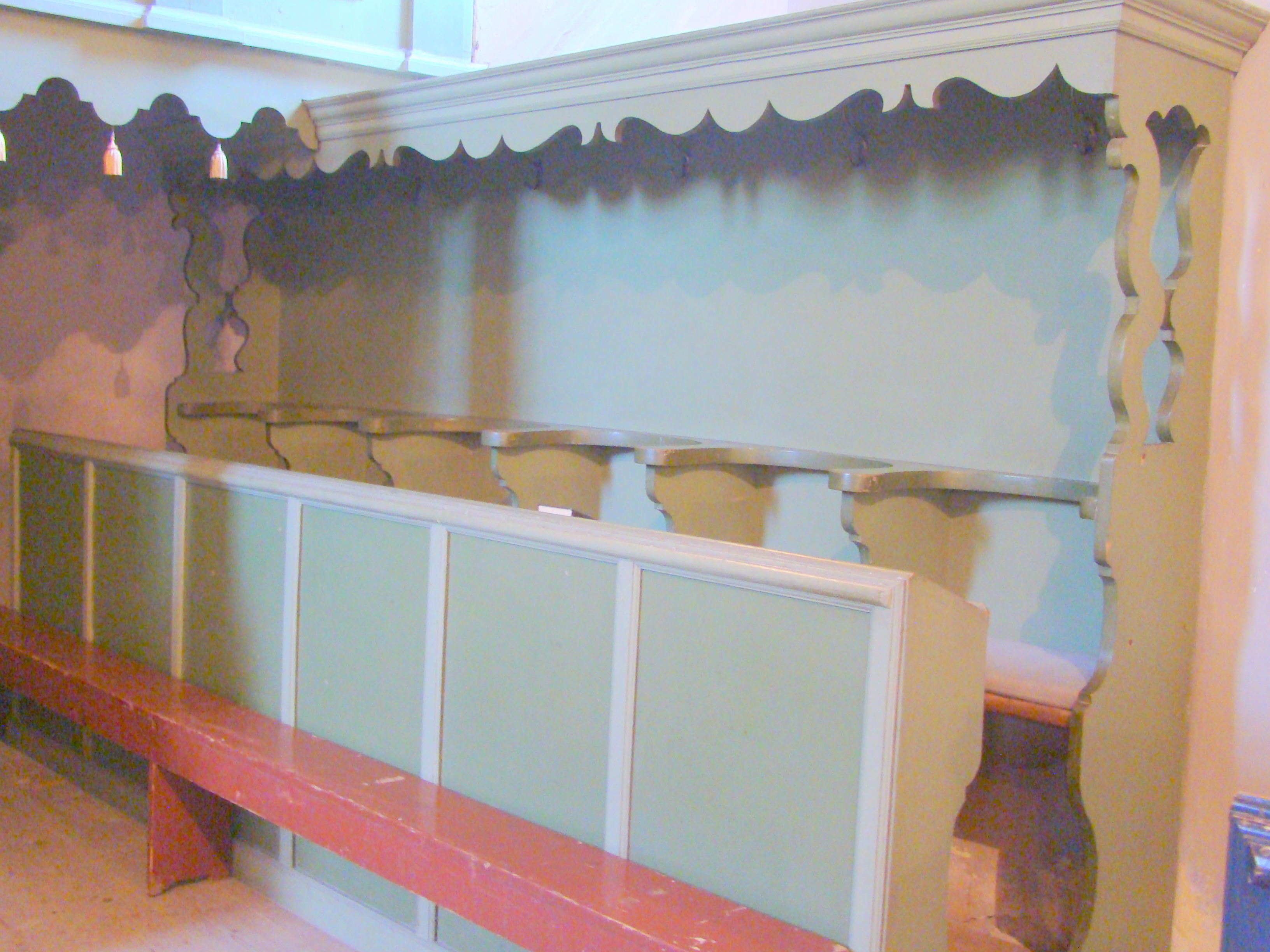
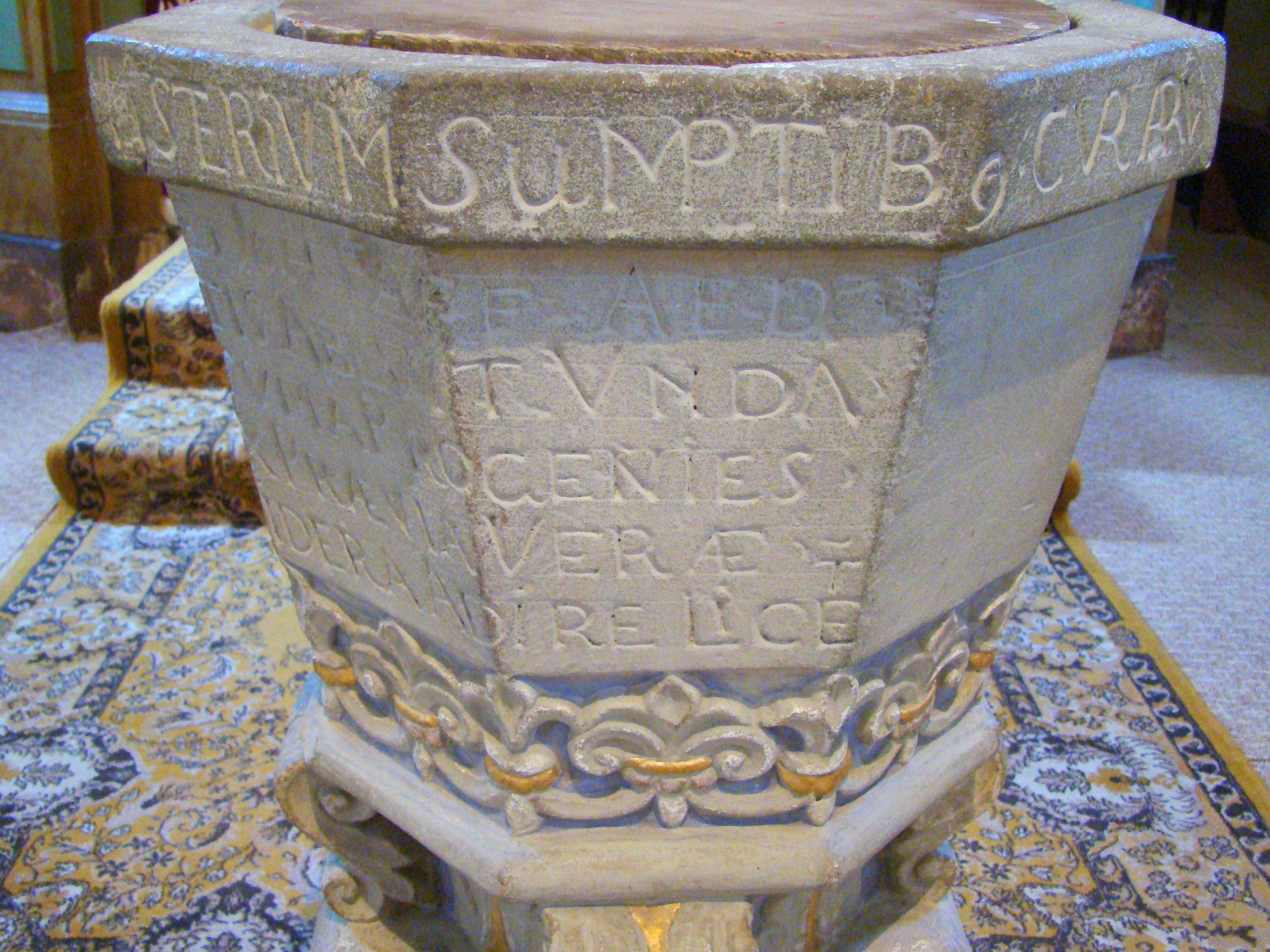
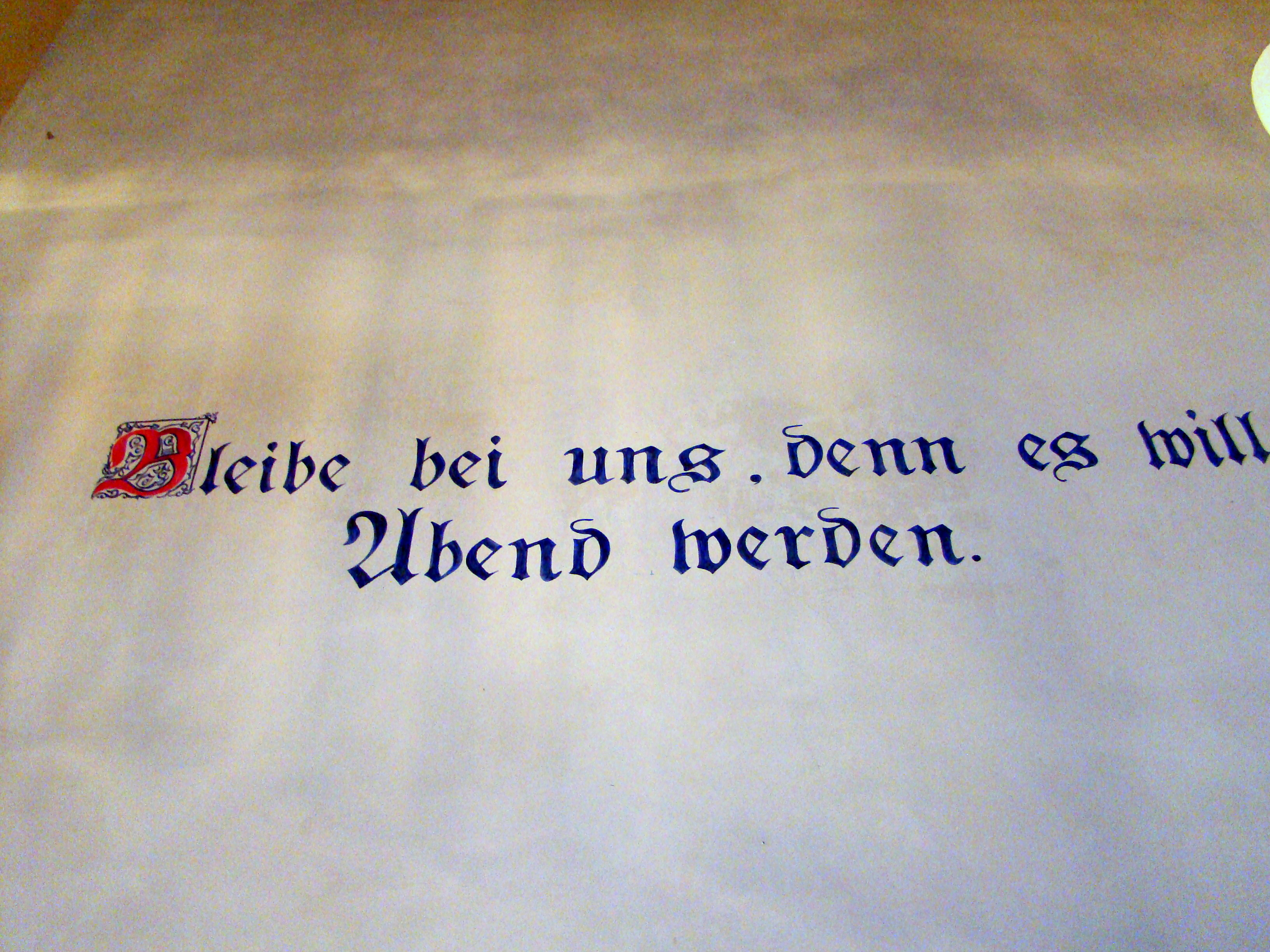
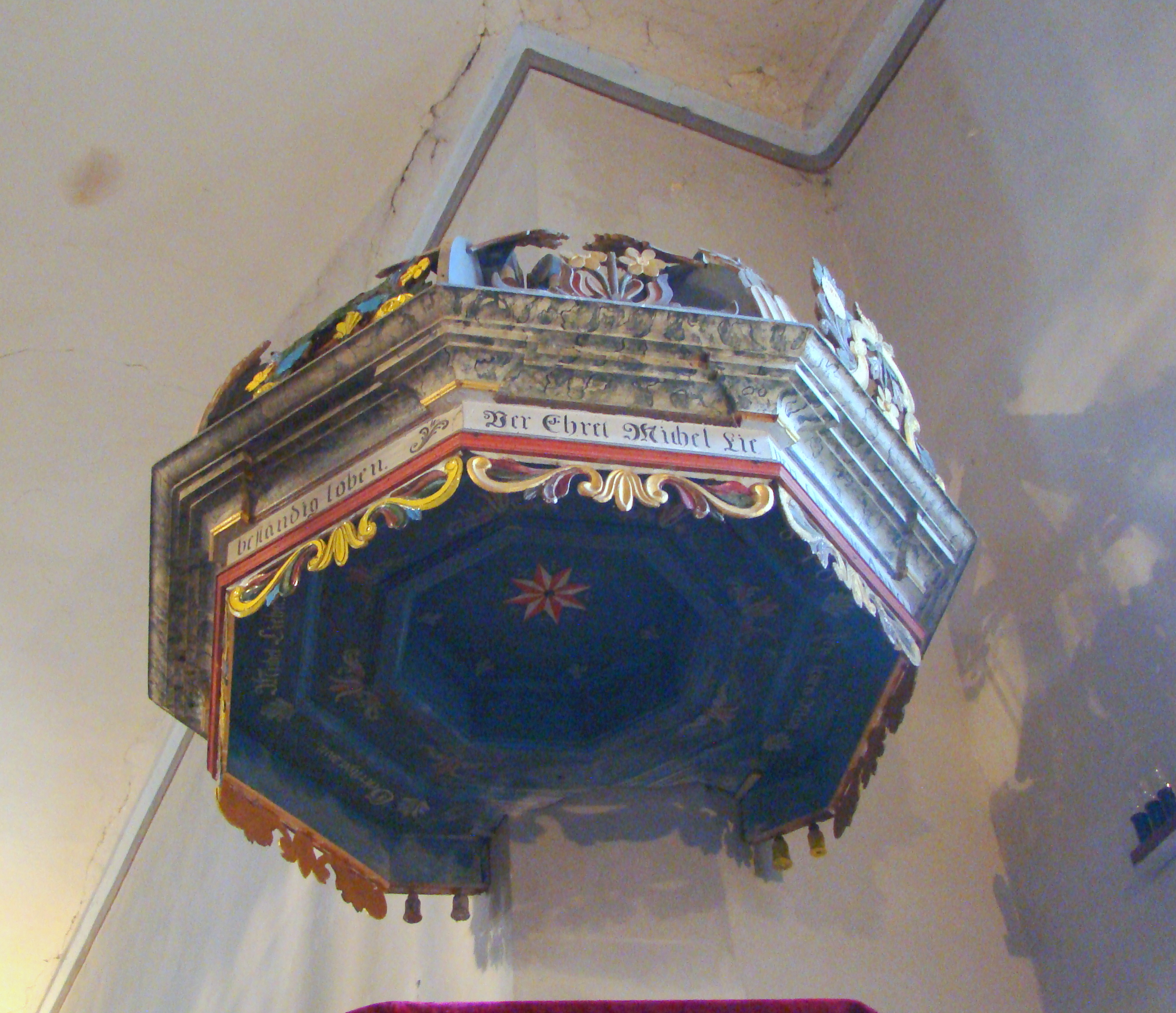
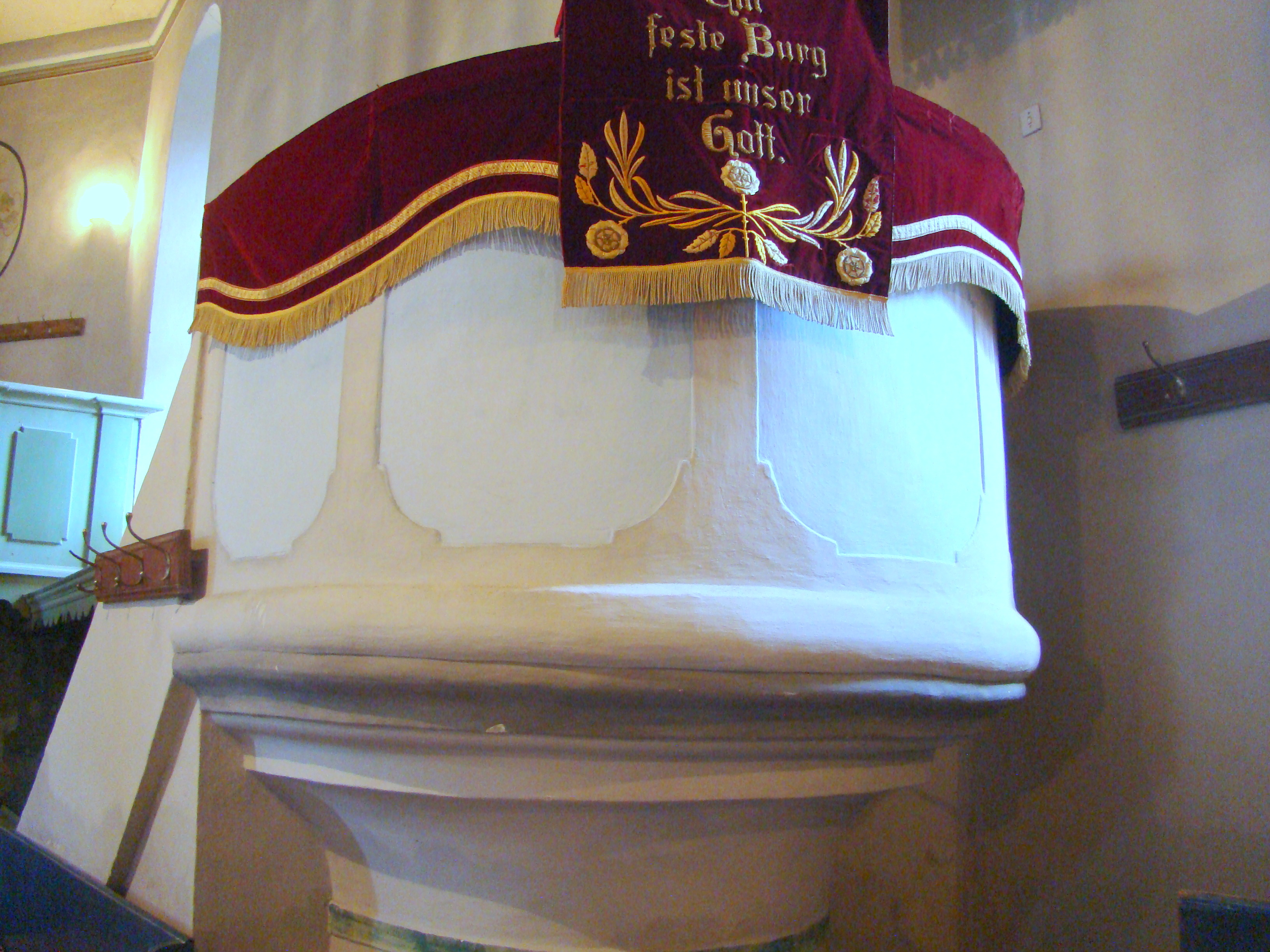
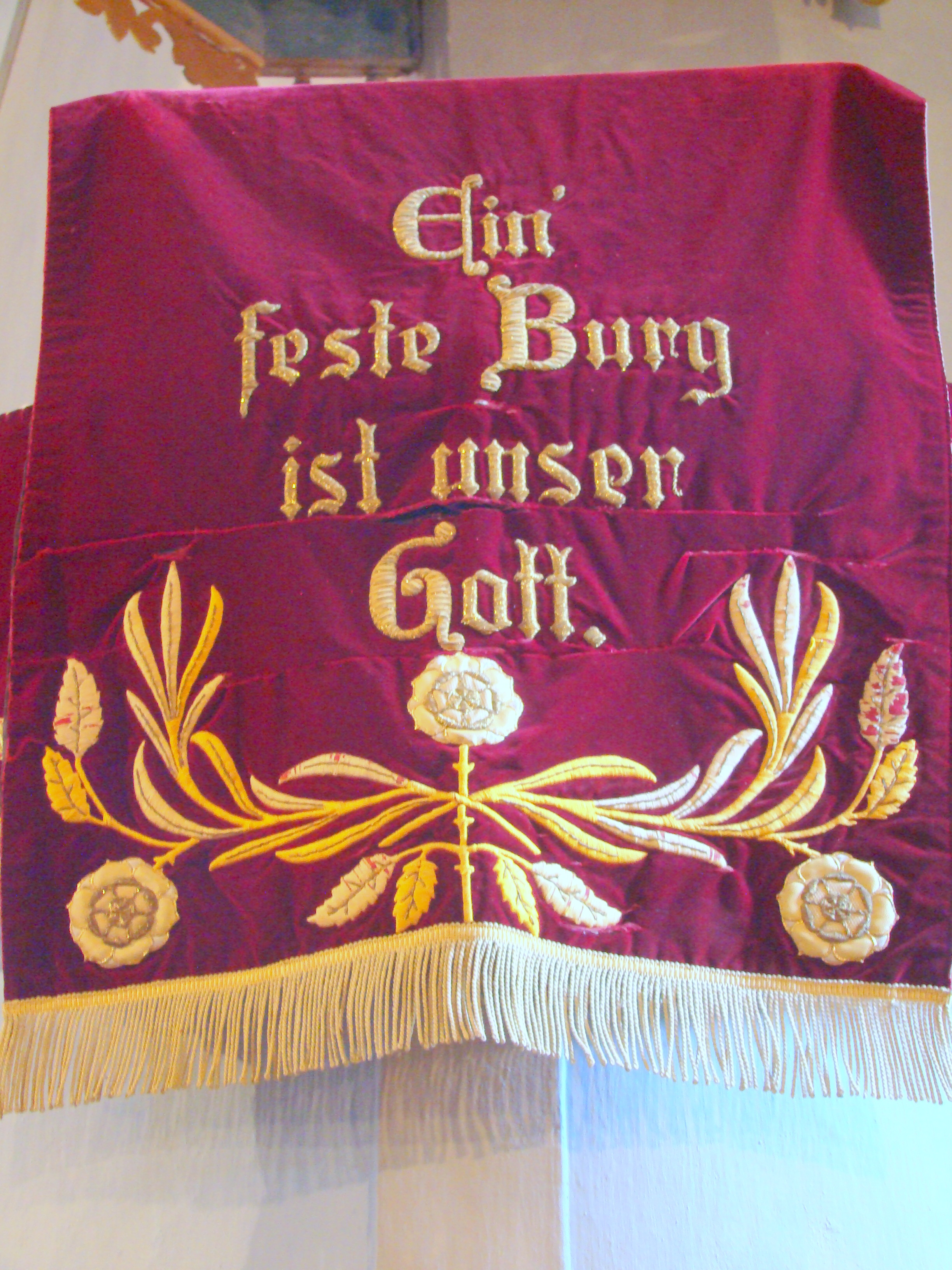
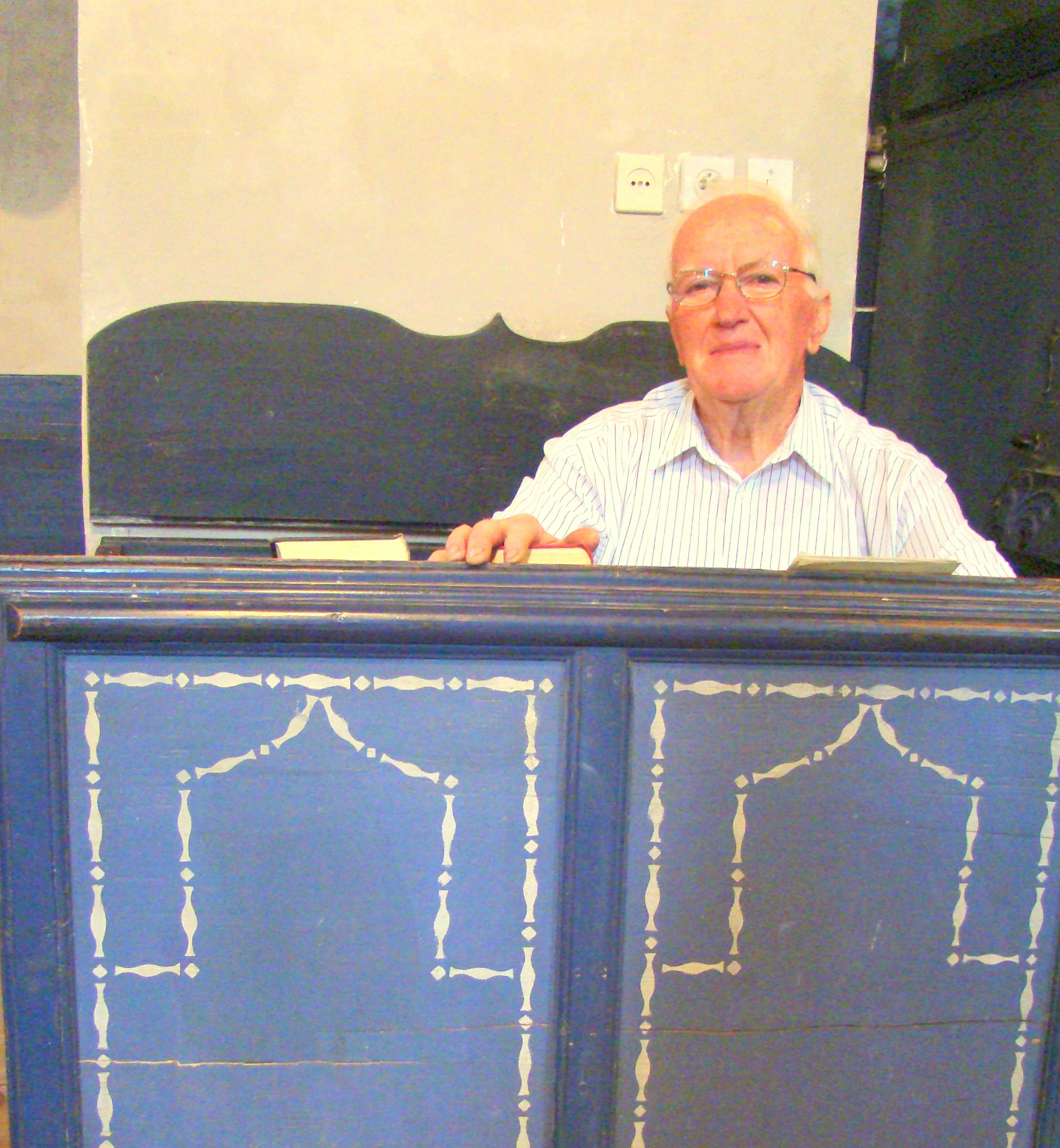
Curatorul bisericii evanghelice fortificate din satul Măieruș: Georg Foof
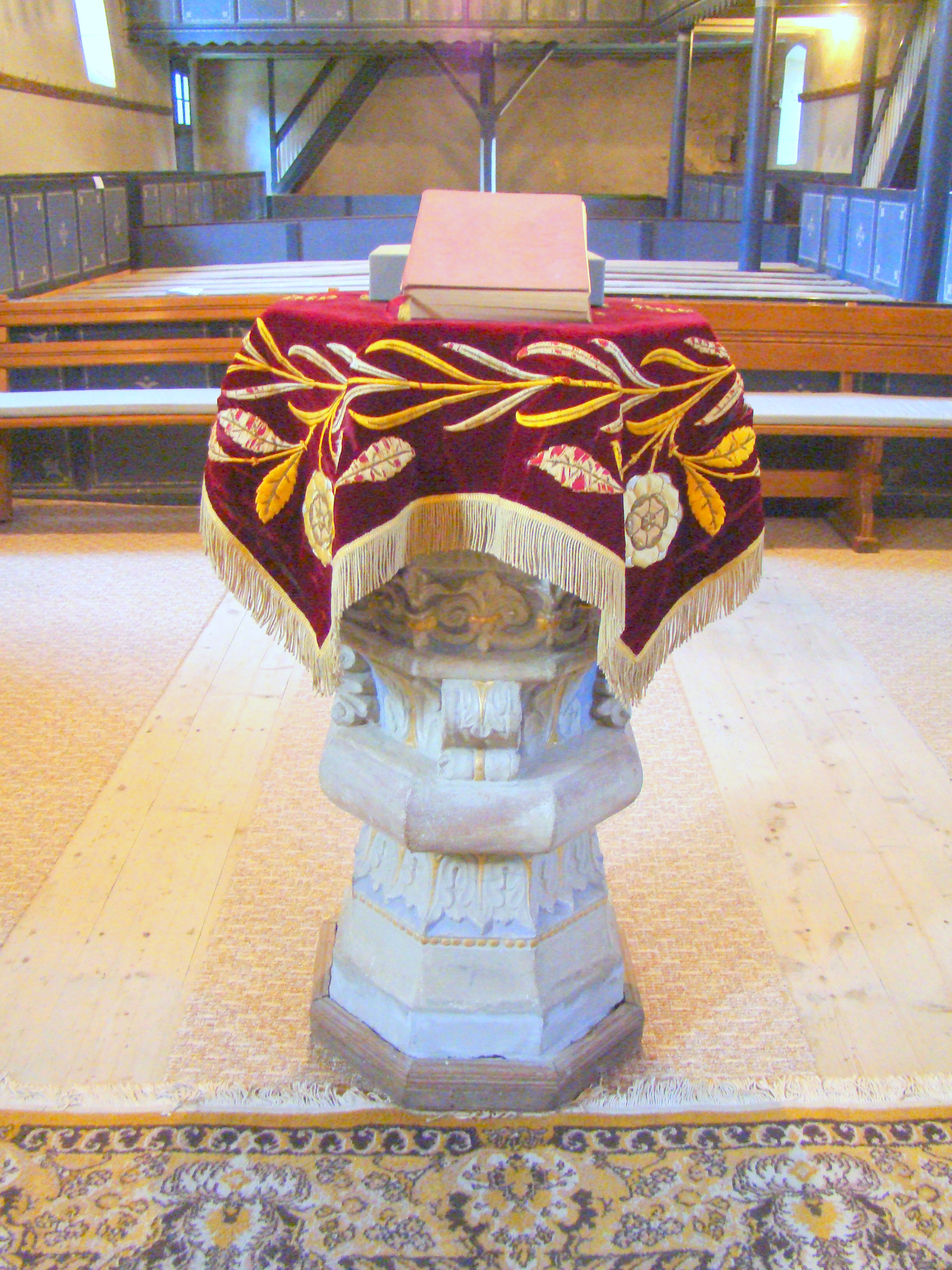
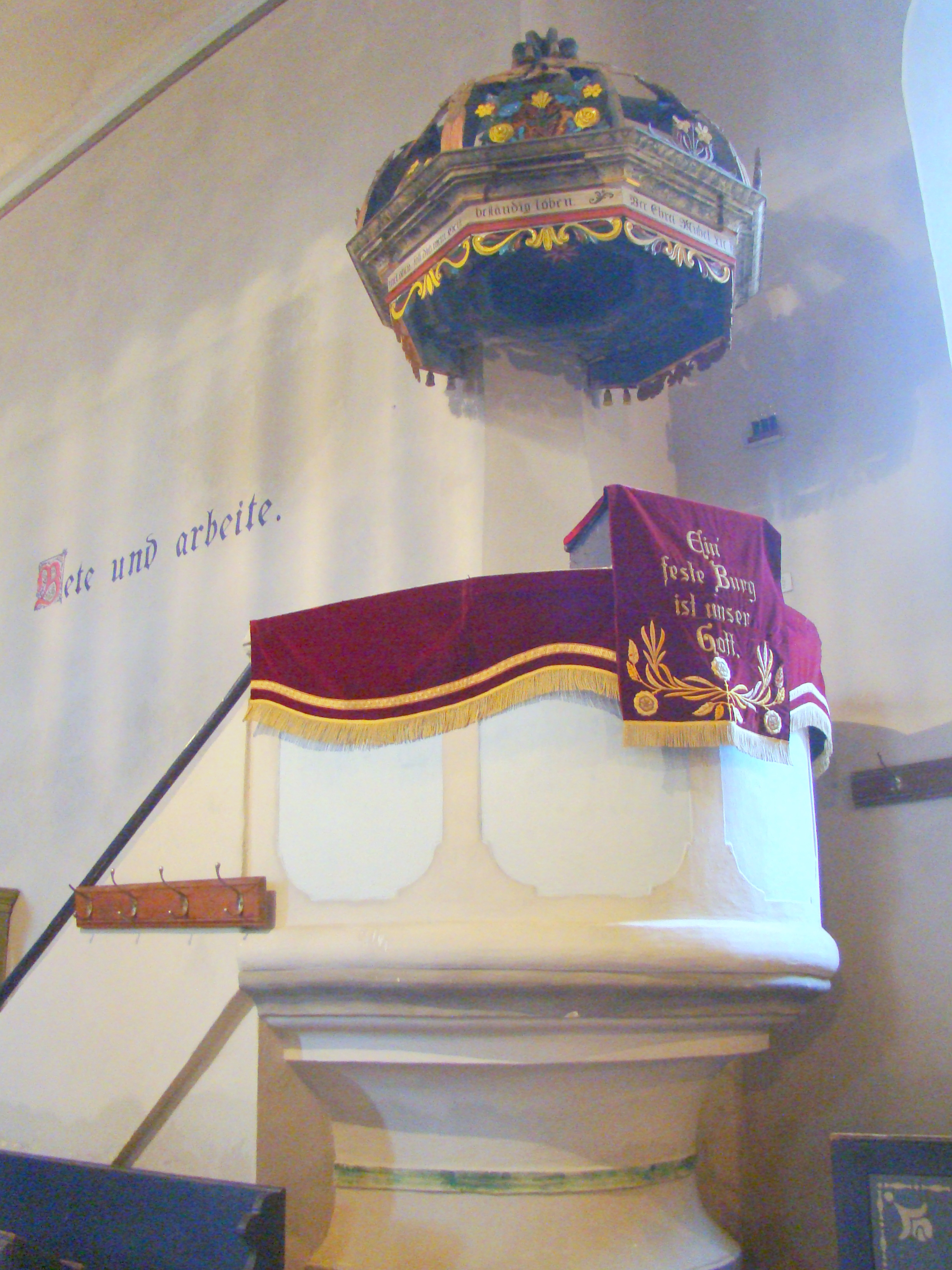
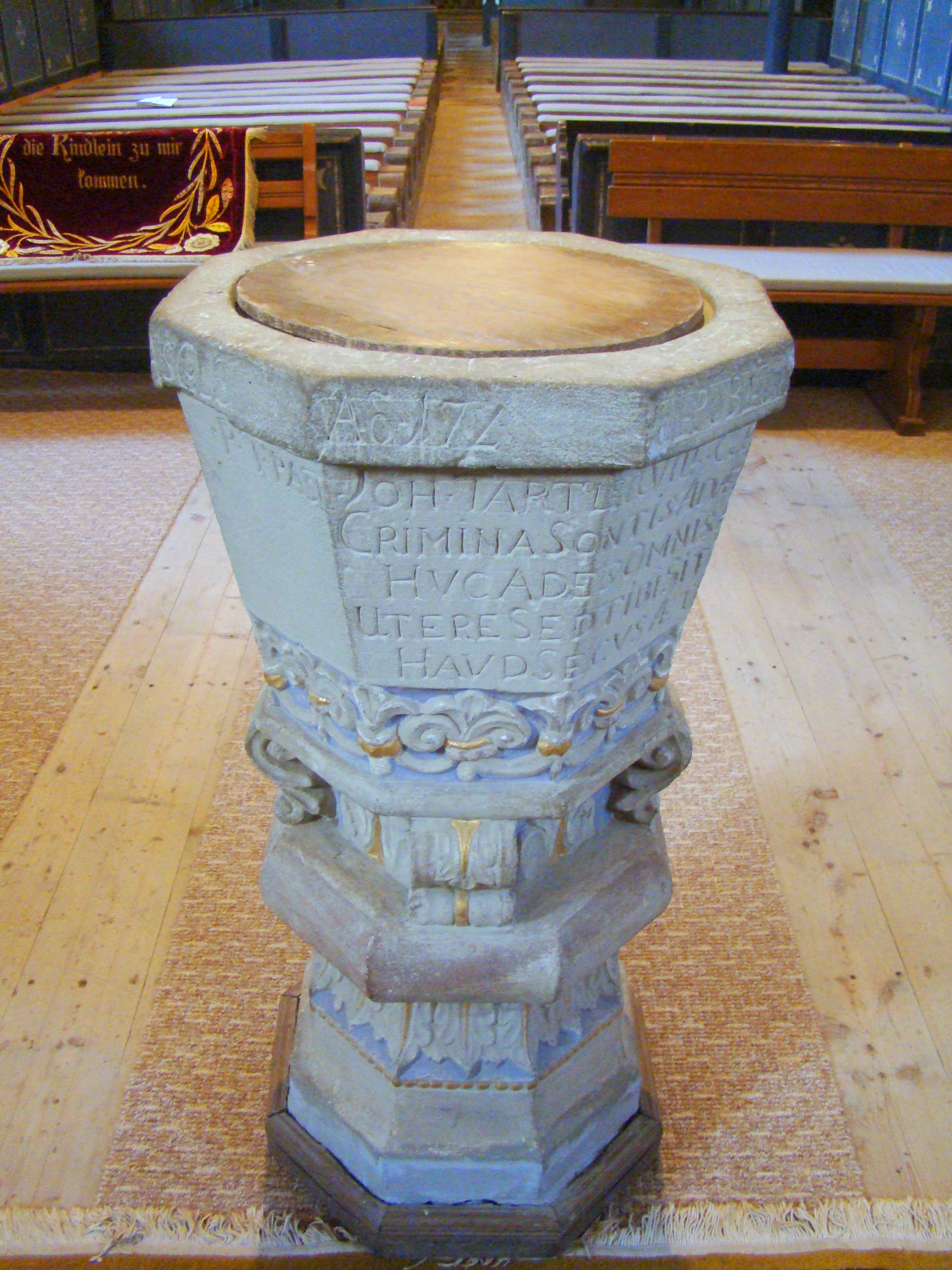
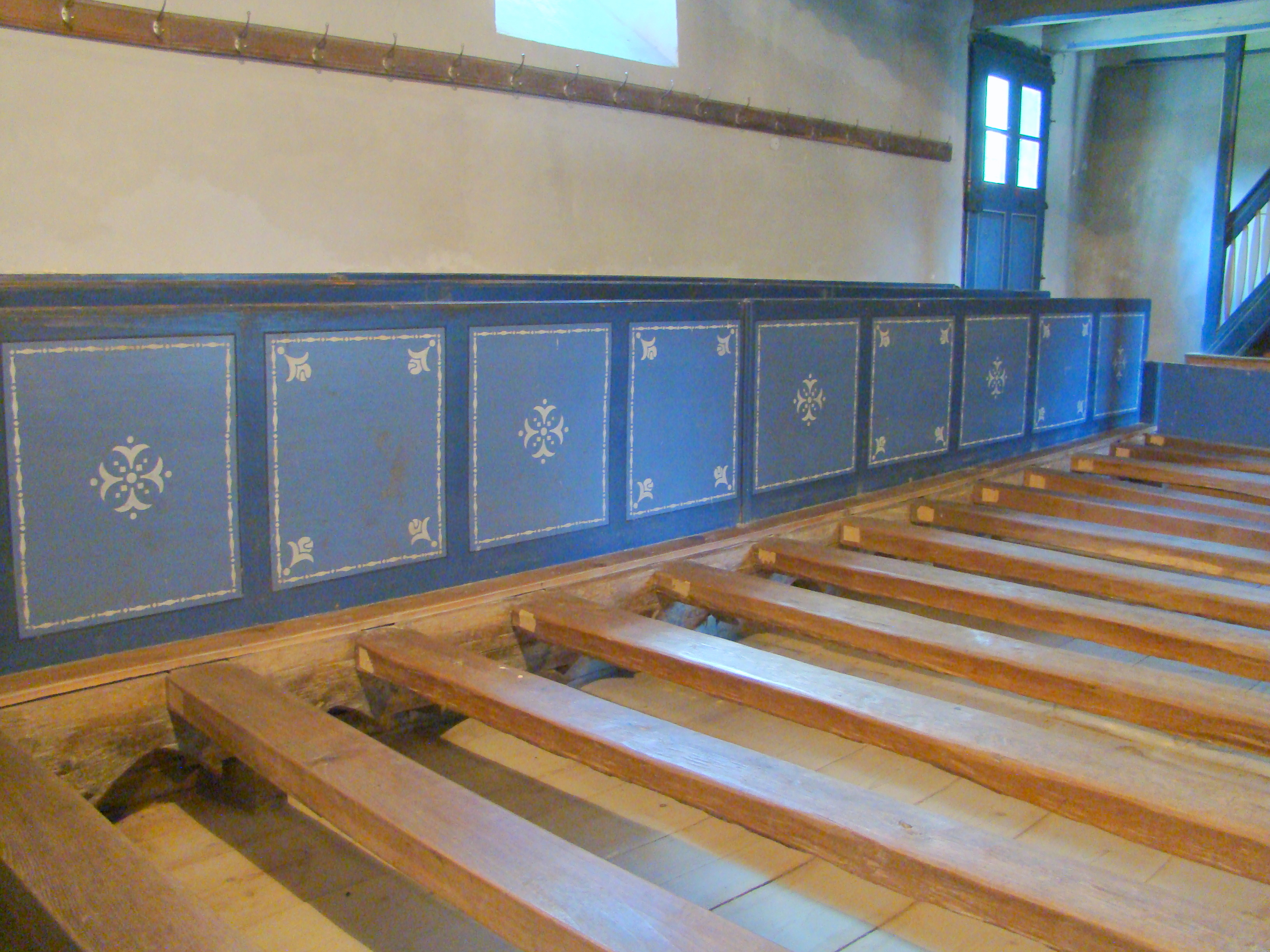
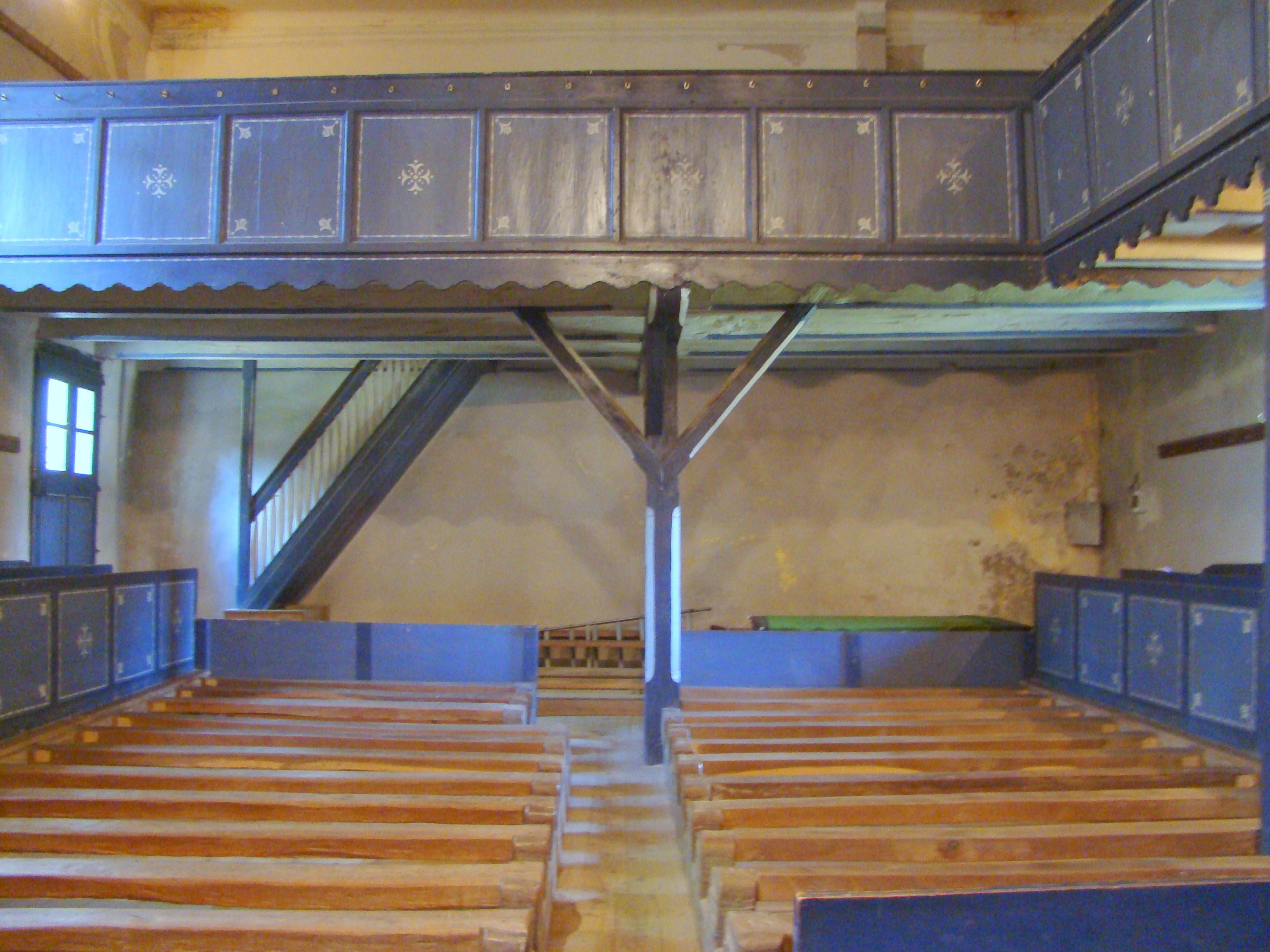
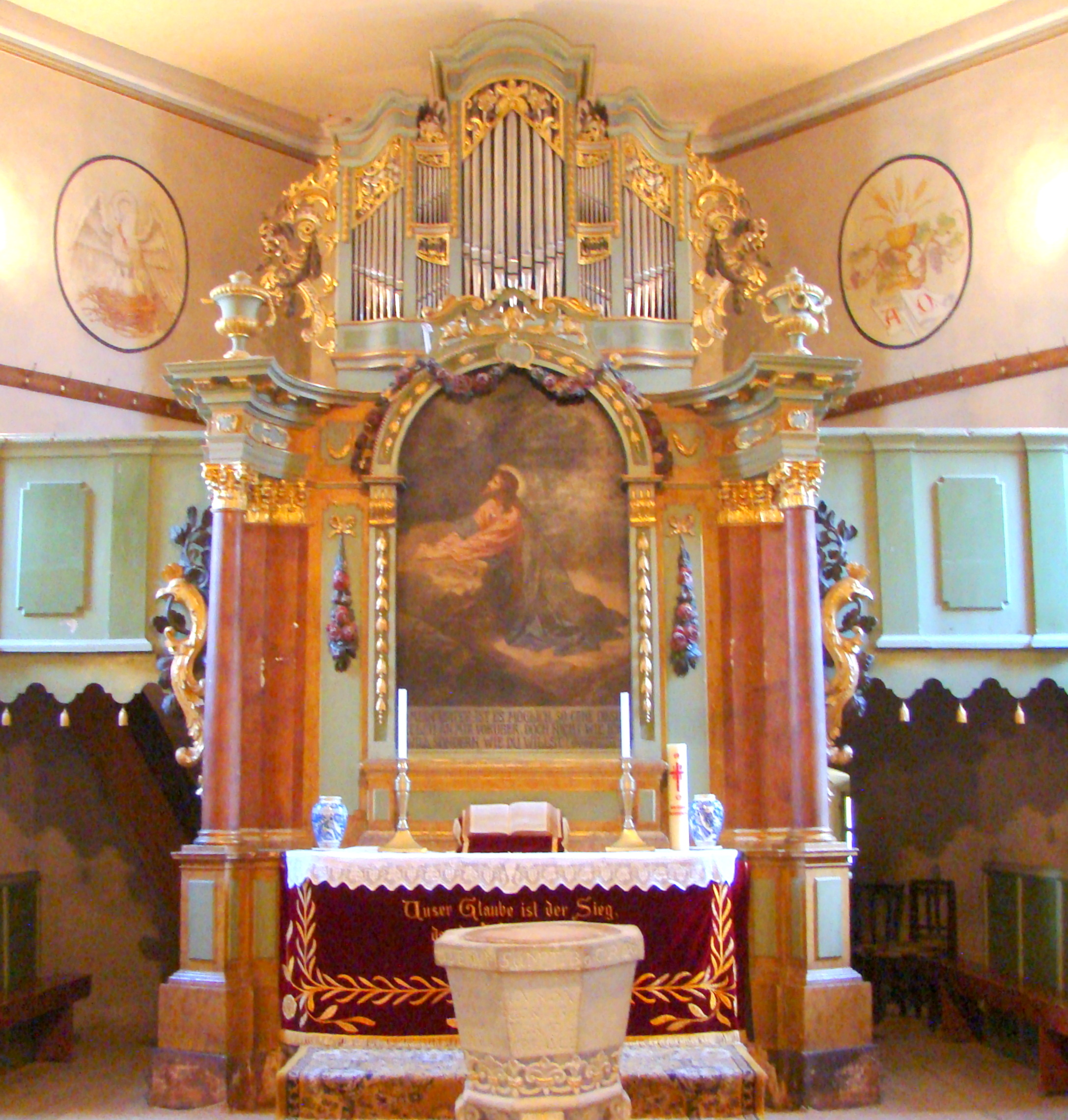
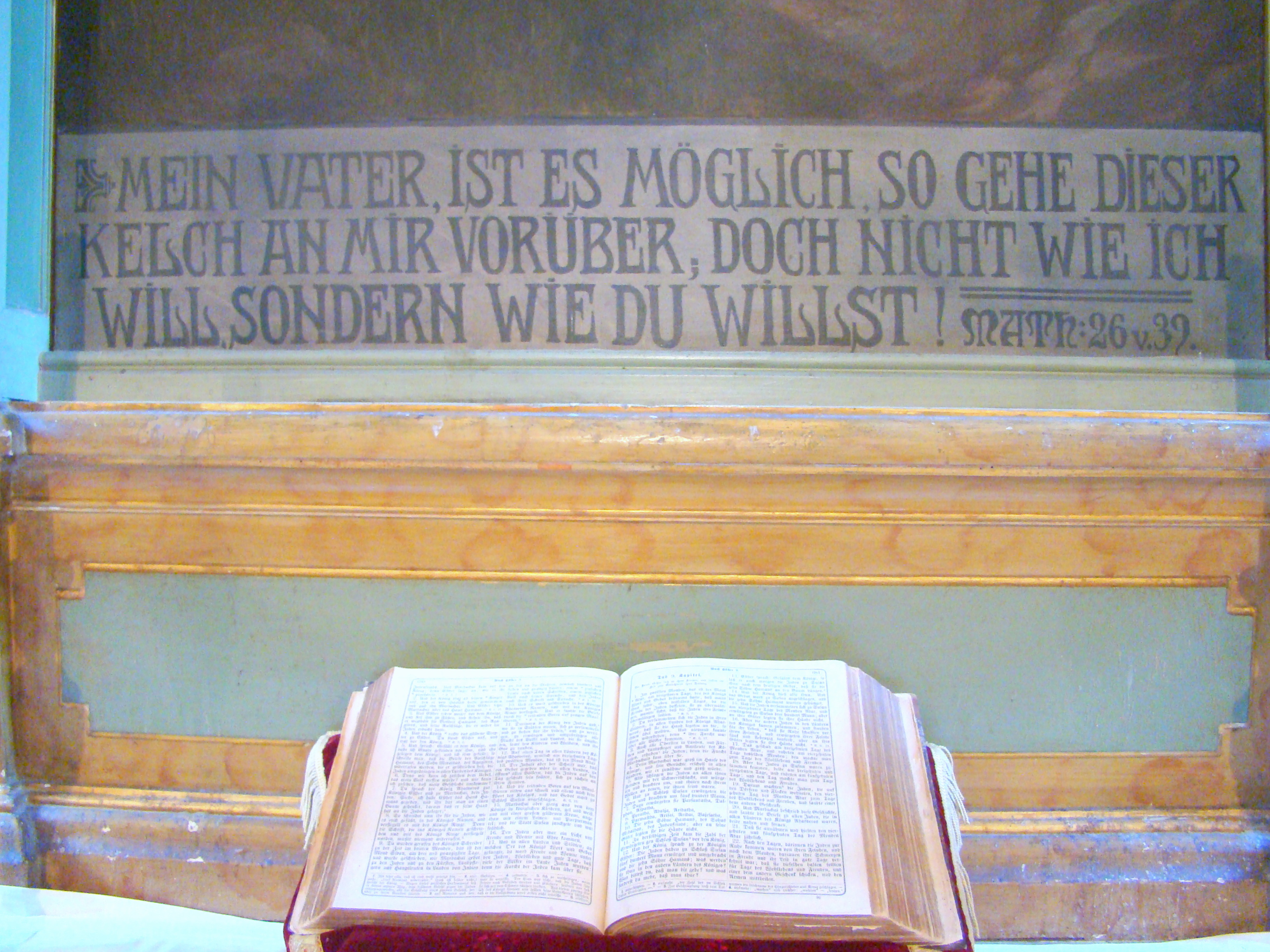
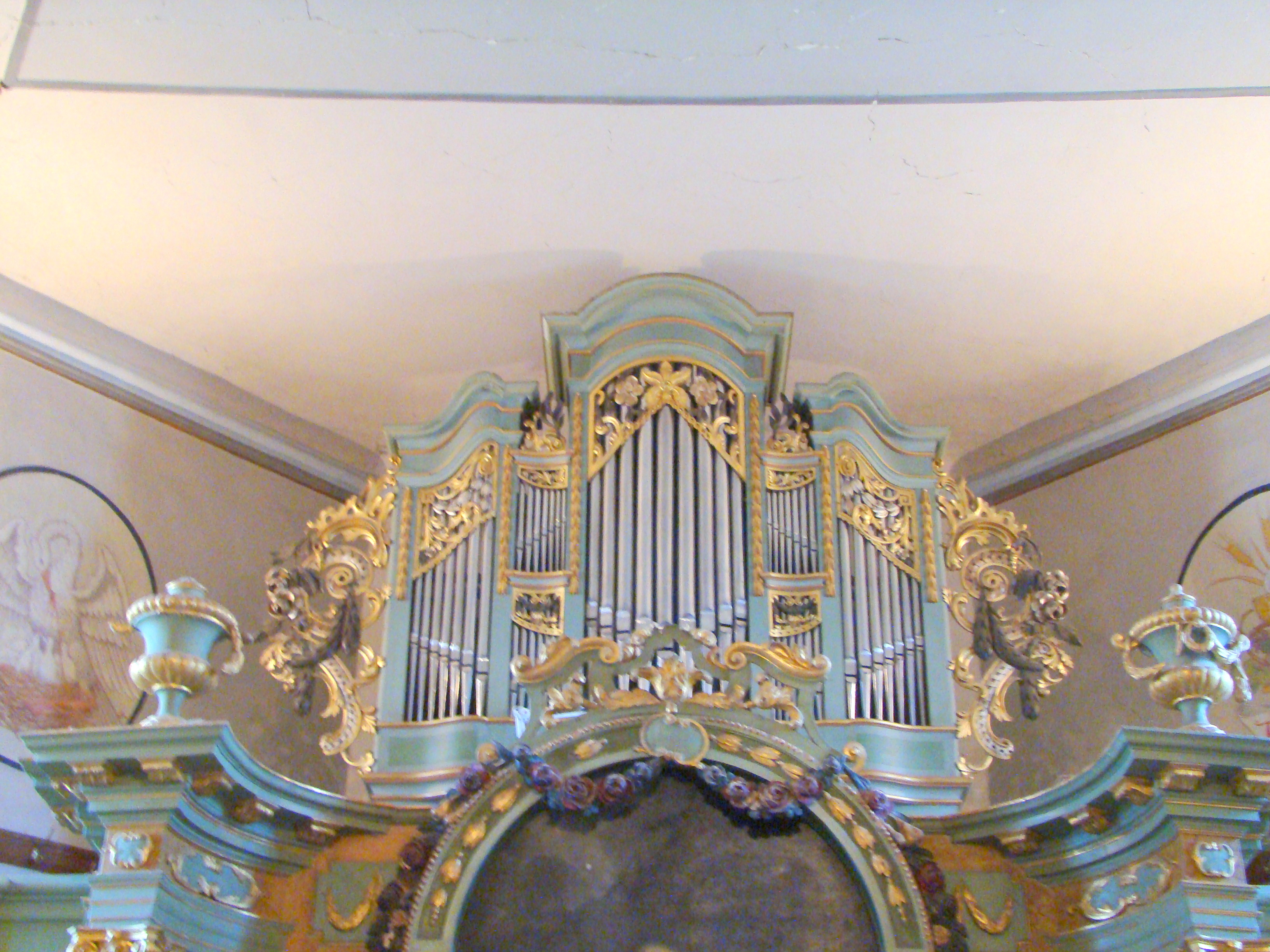
Orga bisericii, construită de frații Rieger în 1907, reparată integral în 2014 de Bors László din Tușnad
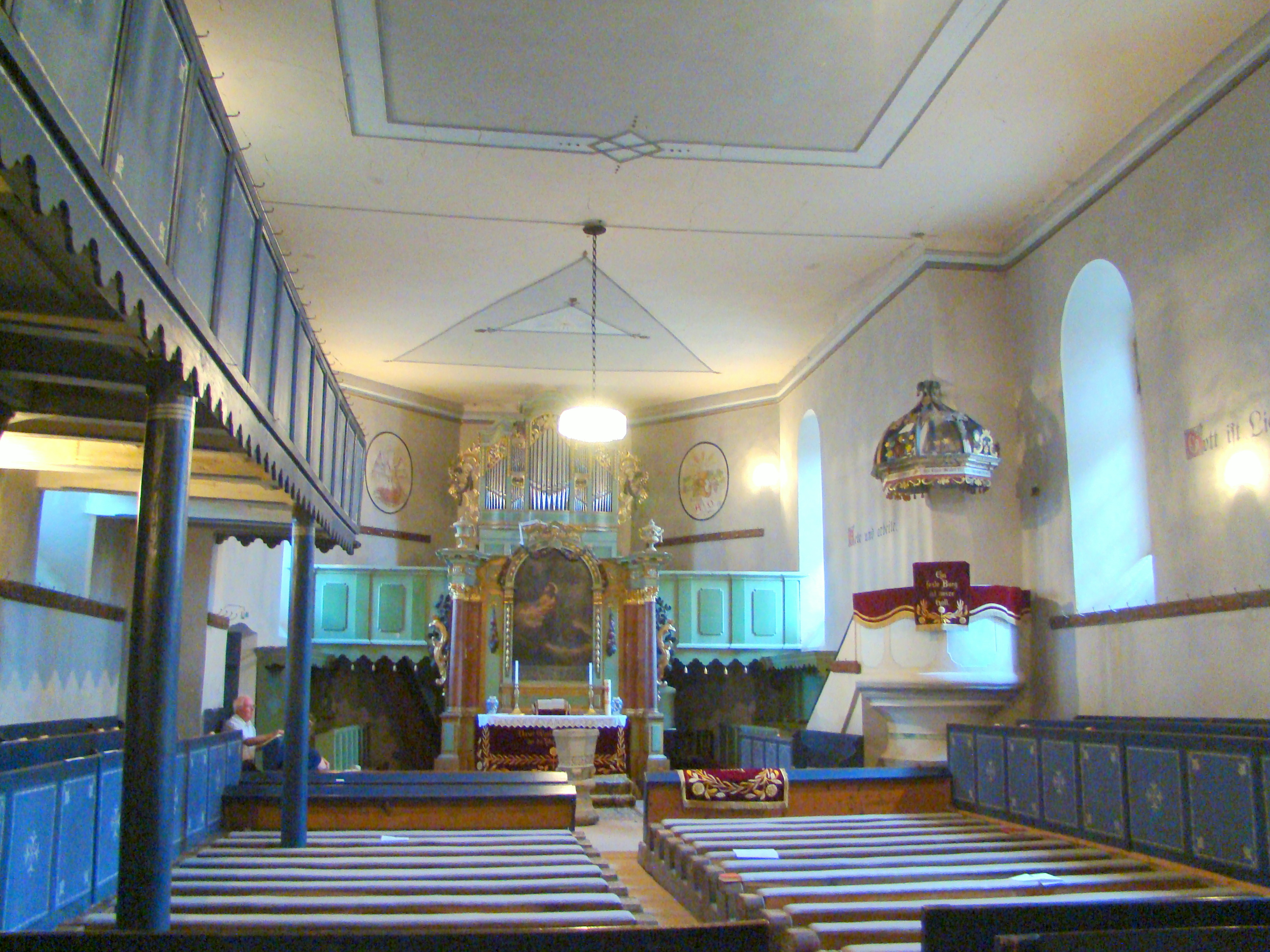

1. ↑  Orgeldatei der Evangelischen Kirche A.B. in Rumänien : Nußbach / Măieruş / Szászmagyaros, Kronstadt / Braşov - Gebrüder RIEGER, orgeldatei.evang.ro